# 和谐号CRH6型电力动车组
CRH6型电力动车组是由中国中车青岛四方机车车辆股份有限公司和中车南京浦镇车辆有限公司共同研制开发的CRH系列电力动车组。列車由四方技术总负责，浦镇四方联合设计，并分别在两公司及中车广东轨道车辆有限公司生产。CRH6型动车组适用于省内城市间以及市区和郊区间的中短途通勤客运，满足载客量大、快速乘降、快启快停的运营要求。此外，CRH6型动车组也是CRH动车组系列中唯一一款不通过引进国外技术、联合设计生产的型号，也是CRH系列中唯一不固定采用“和谐号”作为车辆名称的型号。

## 历史
广东省是中国国内最早提出建设城际轨道交通的省份，珠三角城际快速轨道交通的建设规划于2005年由中国国务院审议通过。2009年12月，原中国南车集团南车南京浦镇车辆有限公司旗下的南京南车浦镇城轨车辆有限责任公司，与广东省东南城际轨道交通有限公司签署合同，为珠江三角洲城际轨道交通网络中的穗莞深城际轨道交通及莞惠城际轨道交通提供车辆，合同总金额23.46亿元人民币。按照合同，首列时速160公里等级的CRH6型城际列车将于2011年6月交付，而时速200公里等级的CRH6型城际列车将于2011年12月开始交付。然而，首列时速160km/h的CRH6F在2013年7月3号才下线。广珠城际轨道交通亦采用此型号动车组。2016年3月，中車廣東公司交付CRH6A型動車組。

## 技术特点
CRH6型动车组采用8辆标准编组、编组长度201.4米。根据运输距离、站点和乘客群的不同，CRH6型动车组分为两大类型，运营速度分别为时速200公里和160公里两个等级。时速200公里的CRH6A型动车组最高运营速度200公里/小时、试验速度220公里/小时，以“大站停”的模式运营；而时速160公里的CRH6F型动车组最高运营速度160公里/小时、试验速度180公里/小时，以“站站停”模式运营。
CRH6型动车组具有轻量化大功率牵引设备，采用交流传动技术。由于通勤铁路站间距较小、客流量较大，因此CRH6型动车组具有快速停车启动、大载客容量的特点。时速200公里的CRH6A由静止加速到200公里/小时需时183秒，加速距离6697米；时速160公里的CRH6F由静止加速到160公里/小时需时102秒，加速距离2843米。列车采用微机控制的电空复合制动、高热容量的盘式制动装置，并按高减速度设计，确保动车组在最短的时间和最小的距离内实现快速停车；同时设有再生制动，电制动功率最大发挥为牵引功率1.5倍，最大常用制动时产生的可再生电能可以100%回馈接触网。CRH6型动车组采用轻量化设计，降低运行能耗，轻量化转向架重量约比同类车型轻约25%，牵引设备重量平均约比同类车型轻43%。两种等级的CRH6型动车组均根据月台閘門设置需要，采用等距侧门设计。

### CRH6A（200km/h）

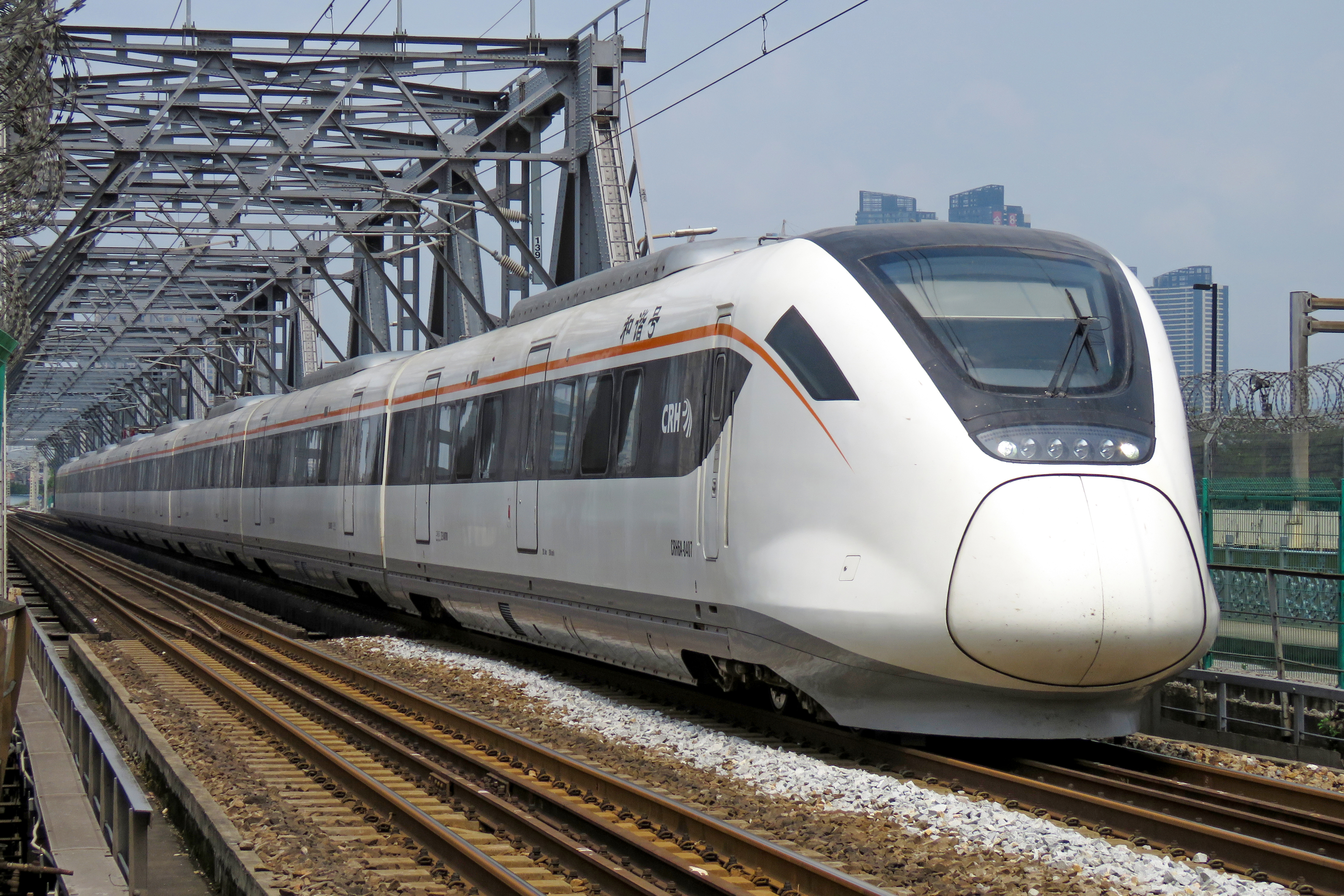
广佛肇城际铁路的CRH6A于珠江大桥

CRH6A车型，定员载客量557人（座席）（双门中间车厢，一说554人）或477人（三门中间车厢），超员载客量1488人（按每平方米站立4人计算）。座位采用2+2布置、可调节座椅，局部设茶桌，端部设可翻转座椅；非端段部的车厢座椅编排与欧洲铁路车辆及大部分国铁车厢的软座較常用，全部座椅面向車廂中心的編排。另外1、3、5、7号车厢设置卫生间，列车采用真空集便器。
值得一提的是，CRH6A-0478和CRH6A-0649以及上海金山线、北京副中心线用车的中间车厢为三门车厢，而其他的CRH6A车型均为双门车厢。
由广深铁路股份有限公司向四方厂定制的CRH6A-4132~4137采用与统型CRH2型动车组相同的布局，头尾车厢不设驾驶室门，并设置一等座车（ZY），二等座车改为3+2布局，其中二等座中部空间位置设有茶桌采用2+2布局，所有座椅均可旋转。在5号车厢（ZEC）还设置吧台，亦设有残疾人士卫生间，车厢內部装潢与复兴号电力动车组相似。这一部分的CRH6A全部配属广深铁路股份有限公司广州东（石牌）动车所，担当广深动车组列车，2021年5月起也曾于黔常铁路-石长铁路-长株潭城际铁路跨线车；唯這批列車有相當一部份在不遲於2024年春運時已調回擔當廣深動車組列車。

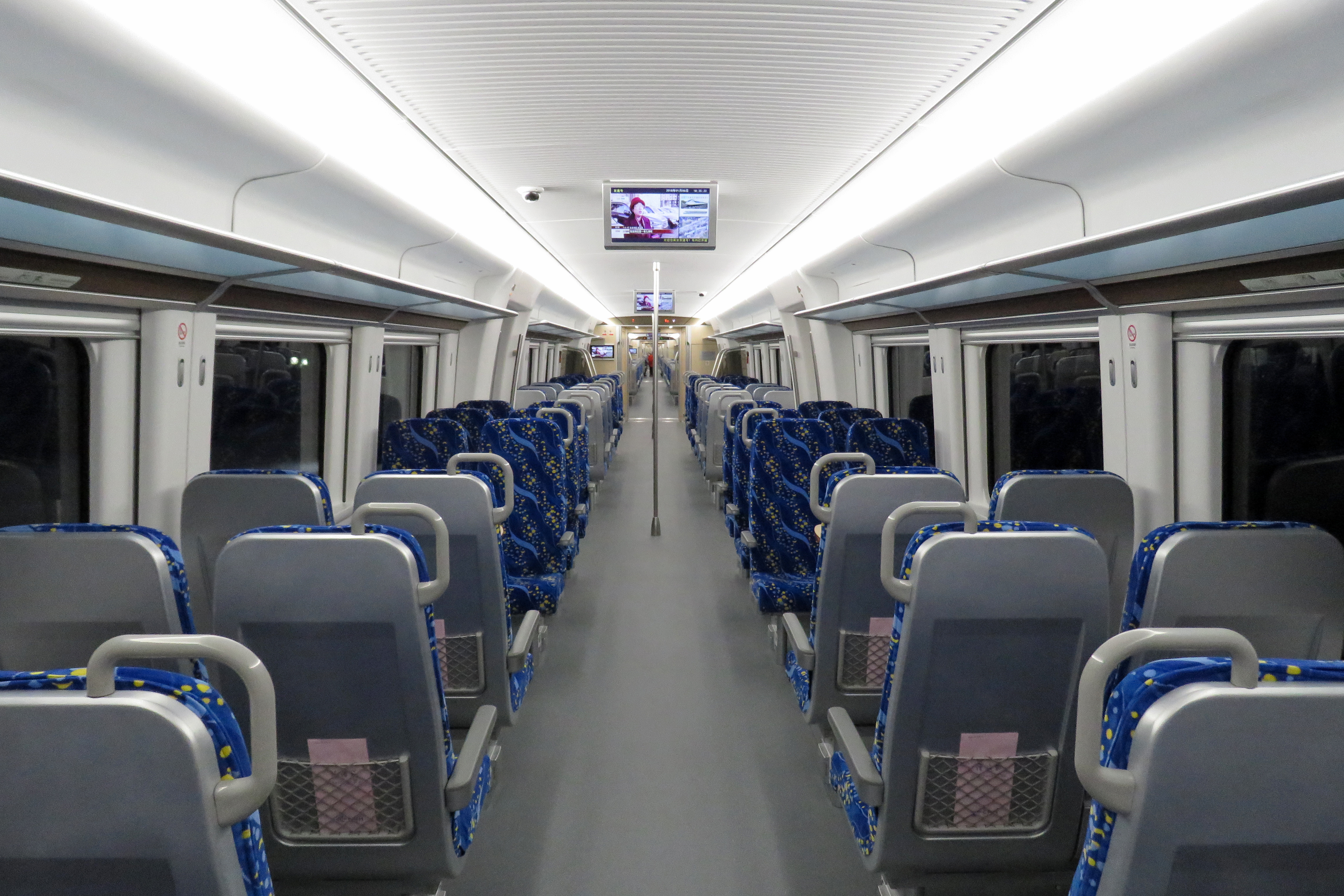
CRH6A车厢全景（三门版）
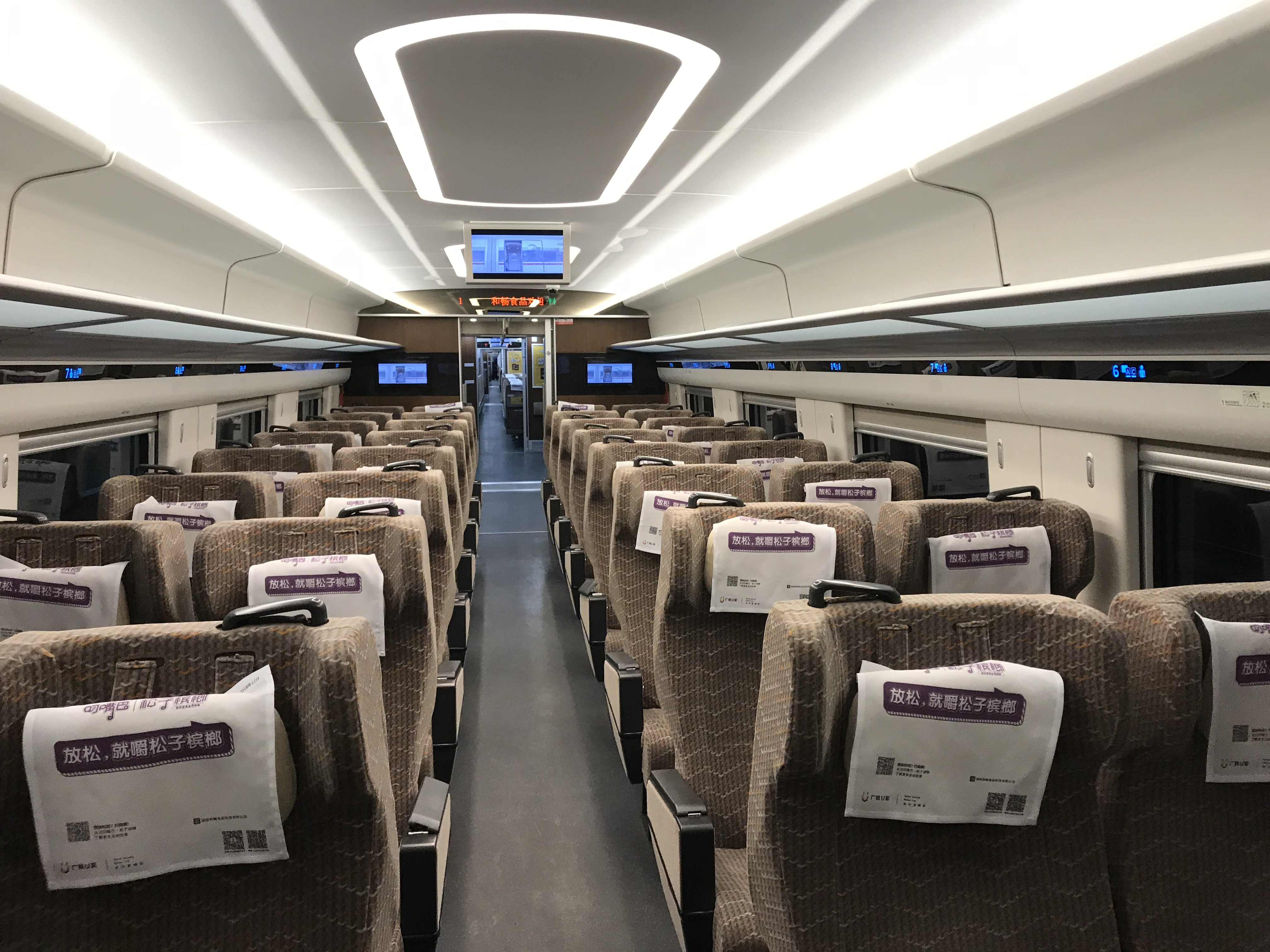
广深版CRH6A一等座车全景
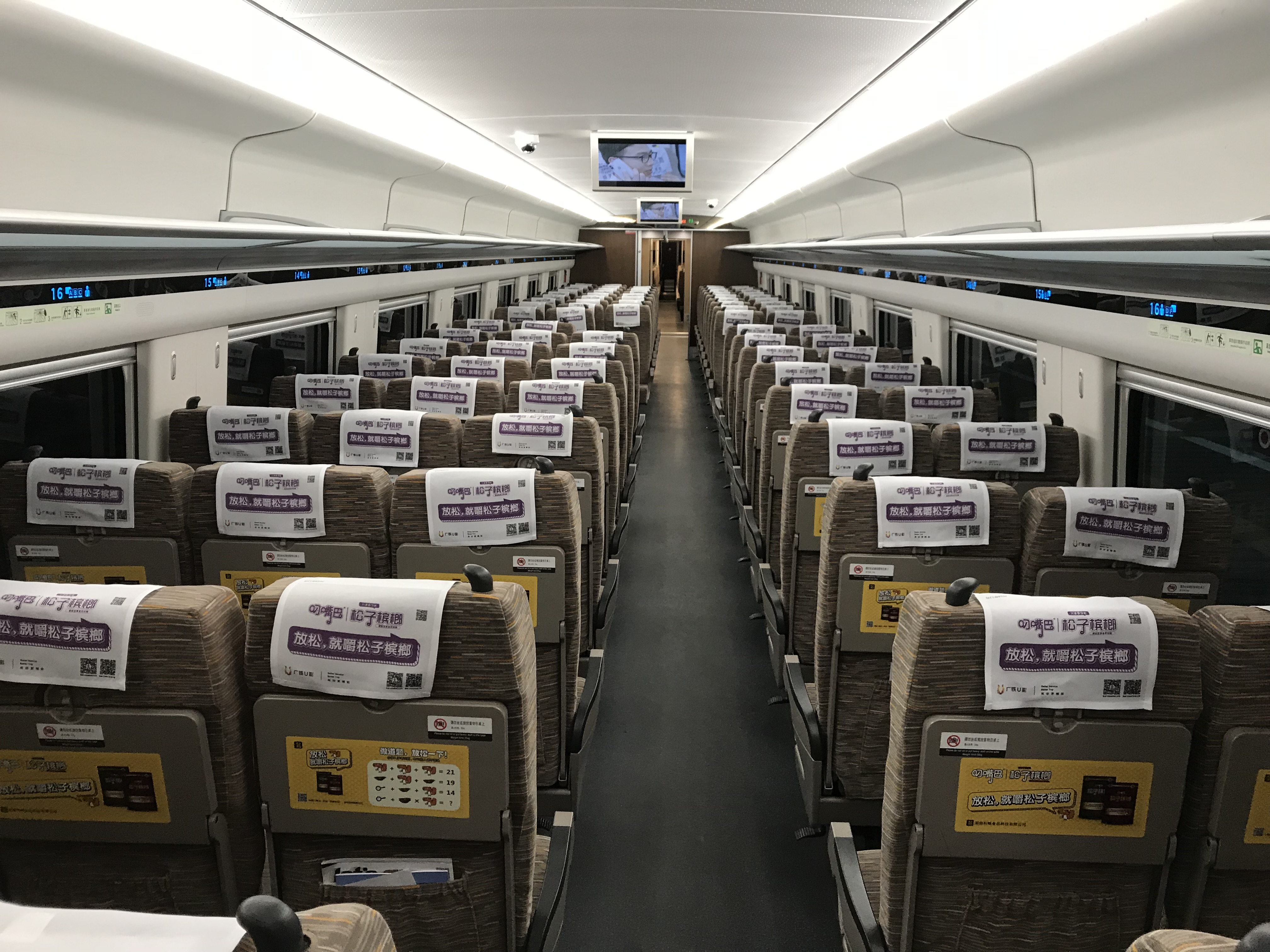
广深版CRH6A二等座车全景
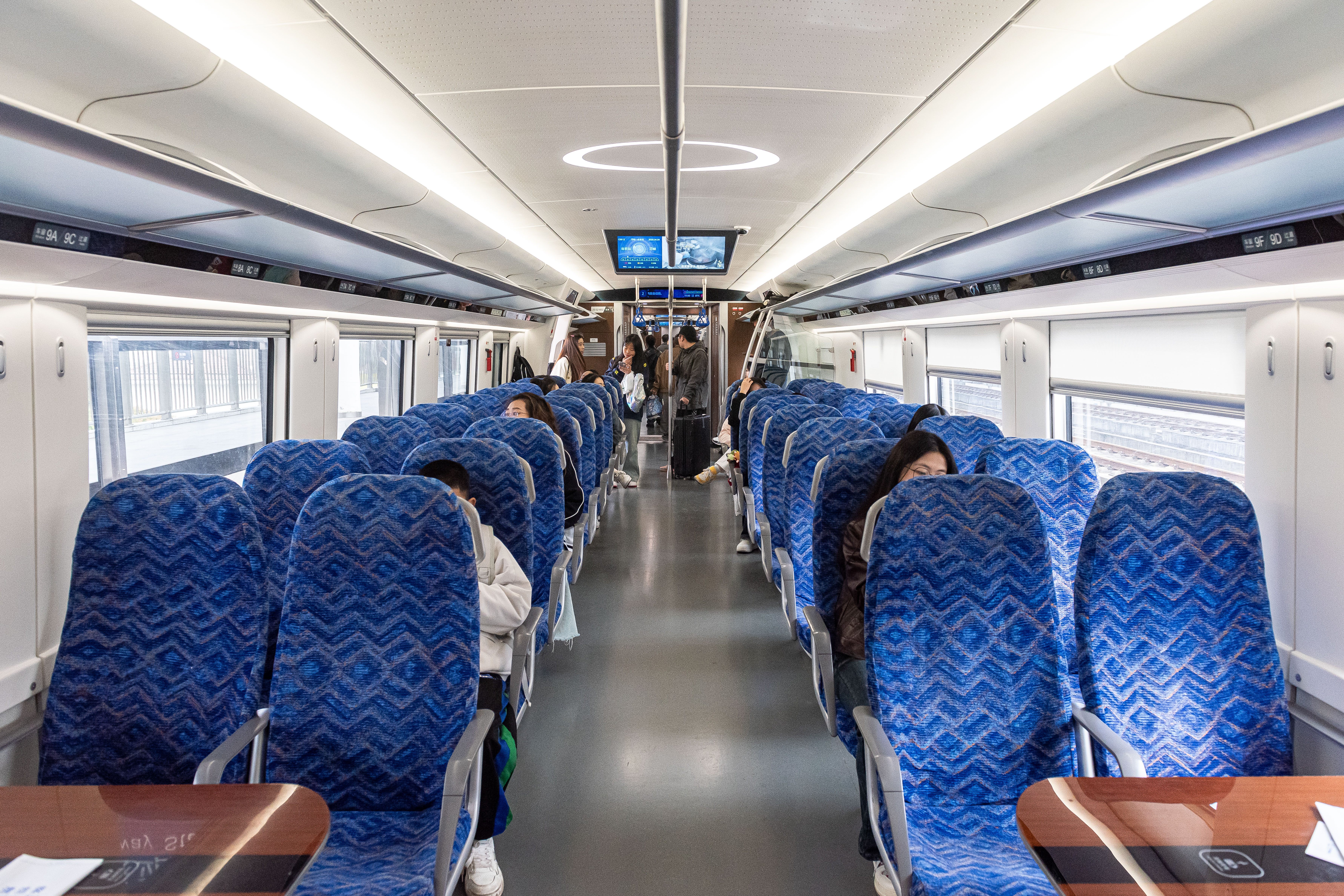
成都局“天府号”CRH6A车厢全景
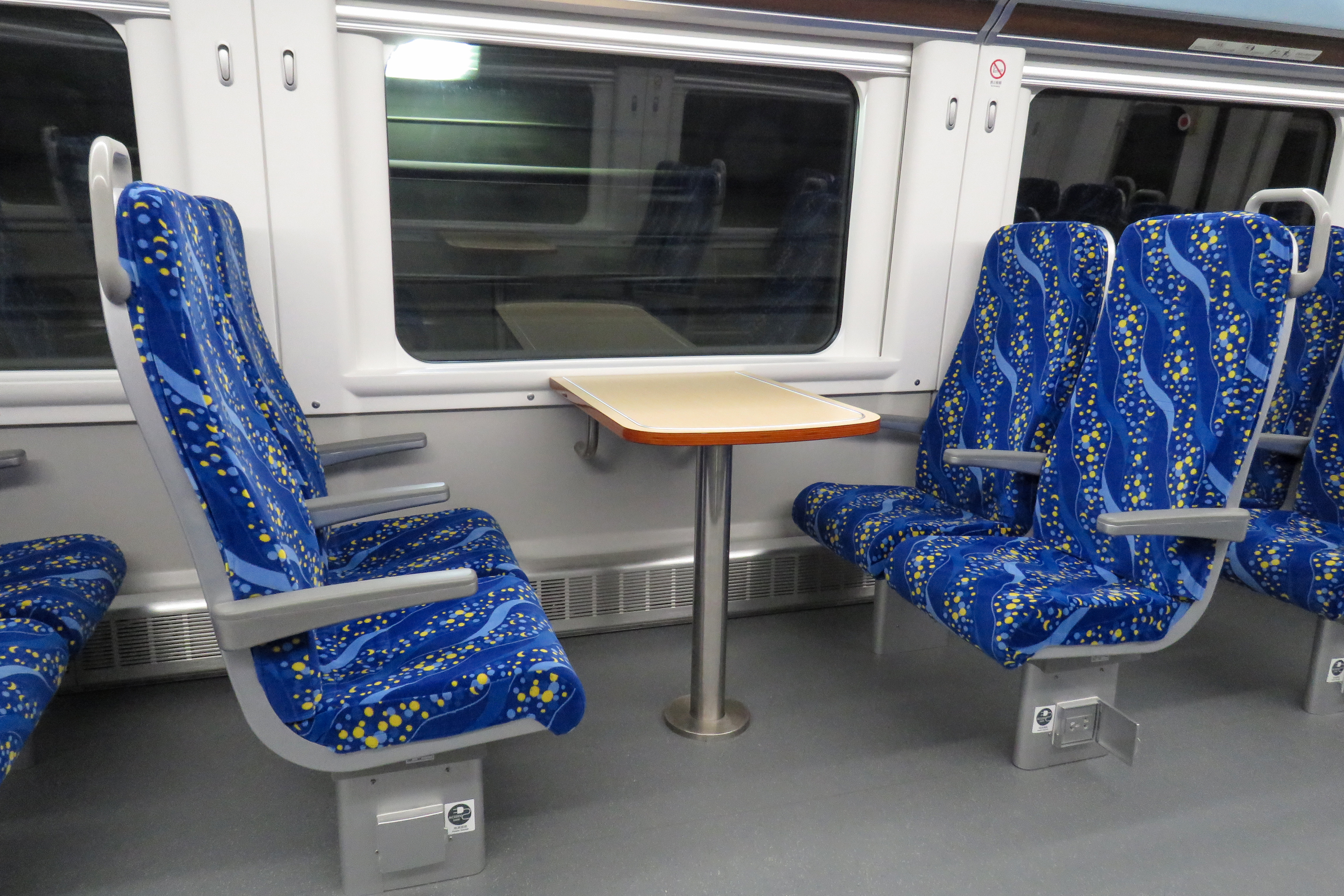
设有茶桌的面对面座椅
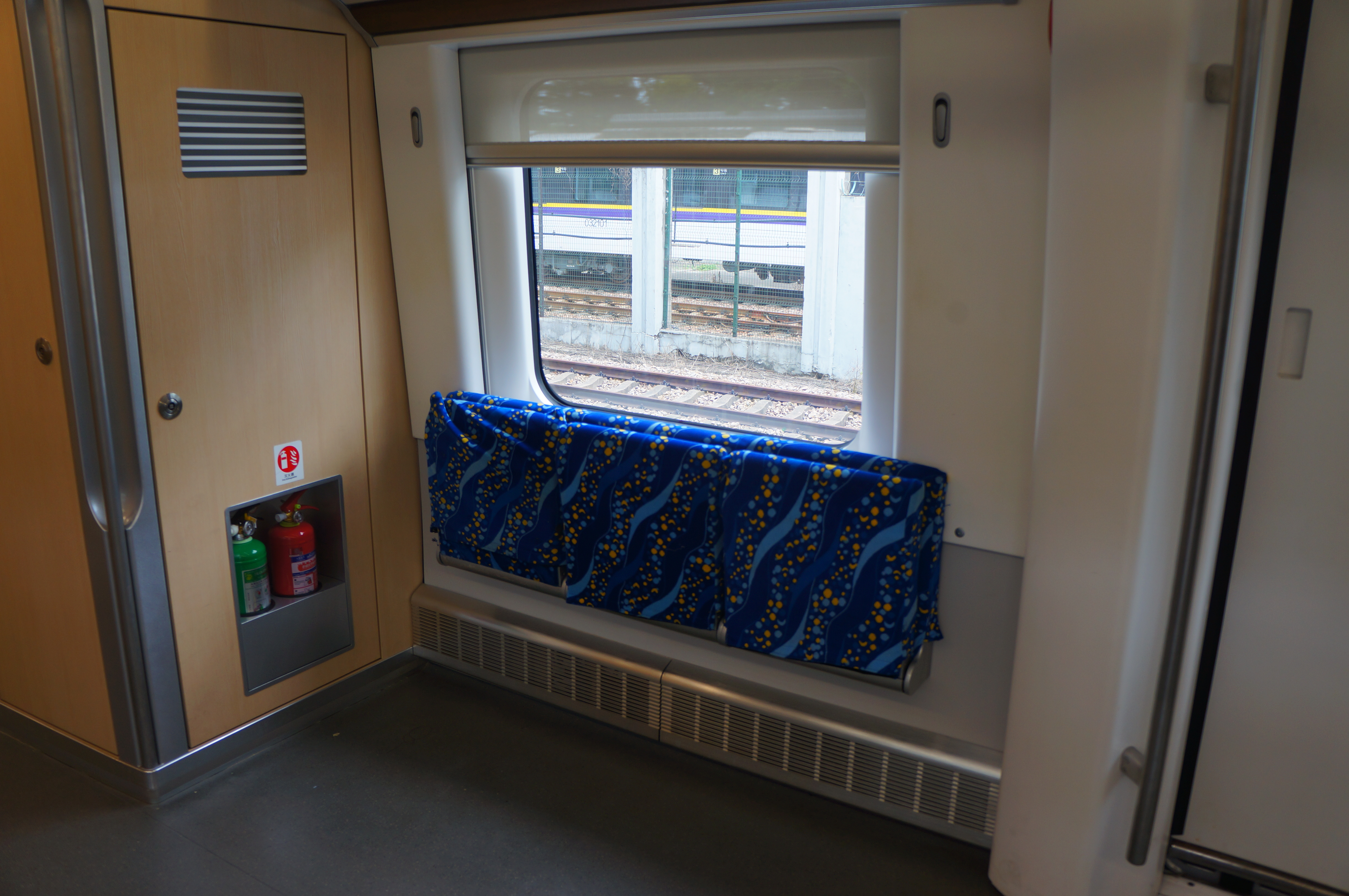
车厢位端的折叠座椅
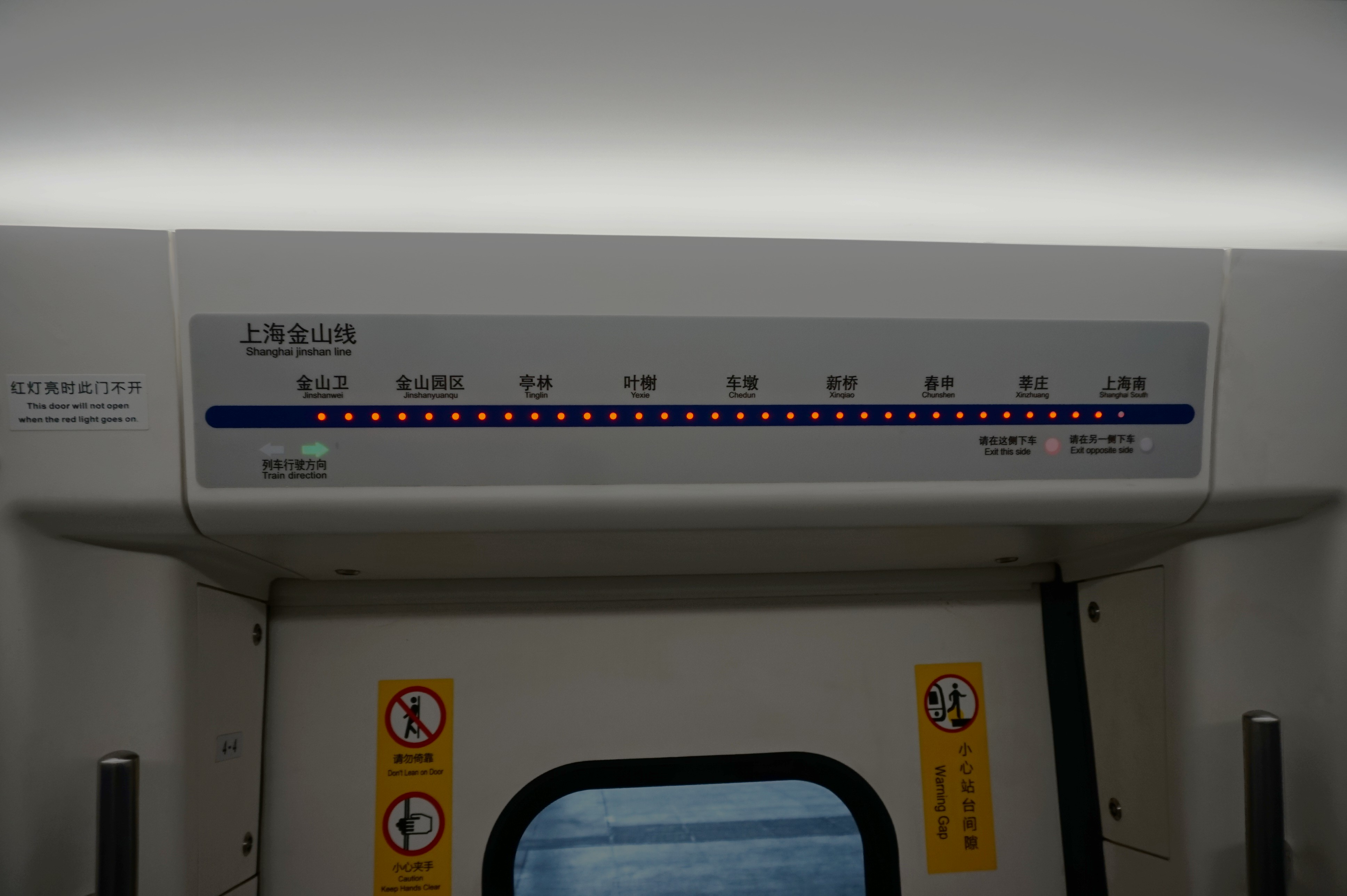
上海金山铁路使用的CRH6A在车门上设有闪灯线路图

CRH6A型编组方式
- 0478，0649除端部外均为3门车厢。
- 備註：CP：空气压缩机，SIV：靜止式变流器，梯：疏散用摺梯

| 车厢号                                                          | 车厢号                  | 1                      | 2           | 3           | 4                      | 5             | 6                      | 7           | 8                      |
|                                                                 |                         |                        |             |             |                        |               |                        |             |                        |
|                                                                 |                         |                        |             |             |                        |               |                        |             |                        |
| 动力单元                                                        | 动力单元                | 单元1                  | 单元1       | 单元1       | 单元1                  | 单元2         | 单元2                  | 单元2       | 单元2                  |
| 集电弓                                                          | 集电弓                  |                        |             |             | <                      |               | >                      |             |                        |
| 动力配置                                                        | 动力配置                | 无动力，带驾驶室（Tc） | 有动力（M） | 有动力（M） | 无动力，带受电弓（Tp） | 无动力（T）   | 有动力，带受电弓（Mp） | 有动力（M） | 无动力，带驾驶室（Tc） |
| 其余                                                            |                         |                        |             |             |                        |               |                        |             |                        |
| 座席                                                            | 座席                    | 二等座车               | 二等座车    | 二等座车    | 二等座车               | 二等座车      | 二等座车               | 二等座车    | 二等座车               |
| 车辆编号                                                        | 车辆编号                | CRH6A-xxxx ZE xxxx01   | ZE xxxx02   | ZE xxxx03   | ZE xxxx04              | ZE xxxx05     | ZE xxxx06              | ZE xxxx07   | CRH6A-xxxx ZE xxxx00   |
| 定员 （中间车厢双门版）                                         | 定员 （中间车厢双门版） | 44                     | 64          | 64          | 64                     | 64            | 64                     | 64          | 44                     |
| 定员 （中间车厢三门版）                                         | 定员 （中间车厢三门版） | 45                     | 64          | 64          | 62                     | 64            | 64                     | 64          | 50                     |
| 4132-4137（广深铁路股份有限公司版本） 4502-4509（深茂铁路版本） |                         |                        |             |             |                        |               |                        |             |                        |
| 座席                                                            | 座席                    | 一等座车               | 二等座车    | 二等座车    | 二等座车               | 二等座车/餐车 | 二等座车               | 二等座车    | 二等座车               |
| 车辆编号                                                        | 车辆编号                | CRH6A-xxxx ZY xxxx01   | ZE xxxx02   | ZE xxxx03   | ZE xxxx04              | ZEC xxxx05    | ZE xxxx06              | ZE xxxx07   | CRH6A-xxxx ZE xxxx00   |
| 定员                                                            | 定员                    | 48                     | 87          | 87          | 87                     | 54            | 87                     | 87          | 76                     |

### CRH6A-A（200km/h）

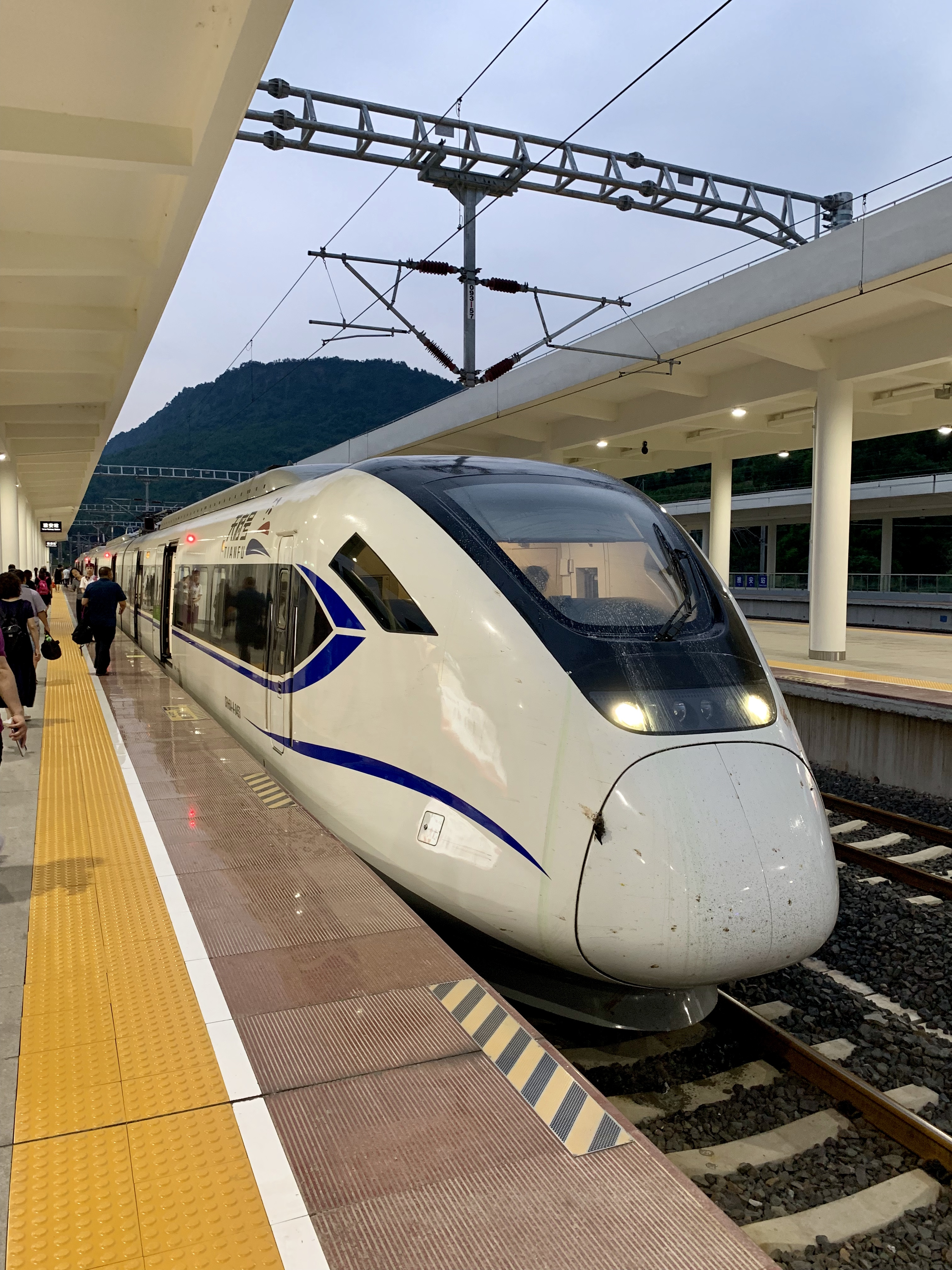
成雅铁路上的CRH6A-A于雅安站

CRH6A-A车型为4辆小编组，最大载客量达688人。该车型针对城际铁路站间距小的特点，提升了加减速能力，能够像地铁列车一样“快起快停”。列车还采用大宽度的双开塞拉门，并增加车门数量，保障乘客可以快速上下车，缩短了停站时间。车厢连接处贯通道的宽度达到1.1米，而且座椅采用“2+2”布置，可以使车内的通行空间更加宽敞。此外，CRH6A-A还设有Wi-Fi接入。该车型可以4辆编组单独运营，也可8辆编组重联运行。

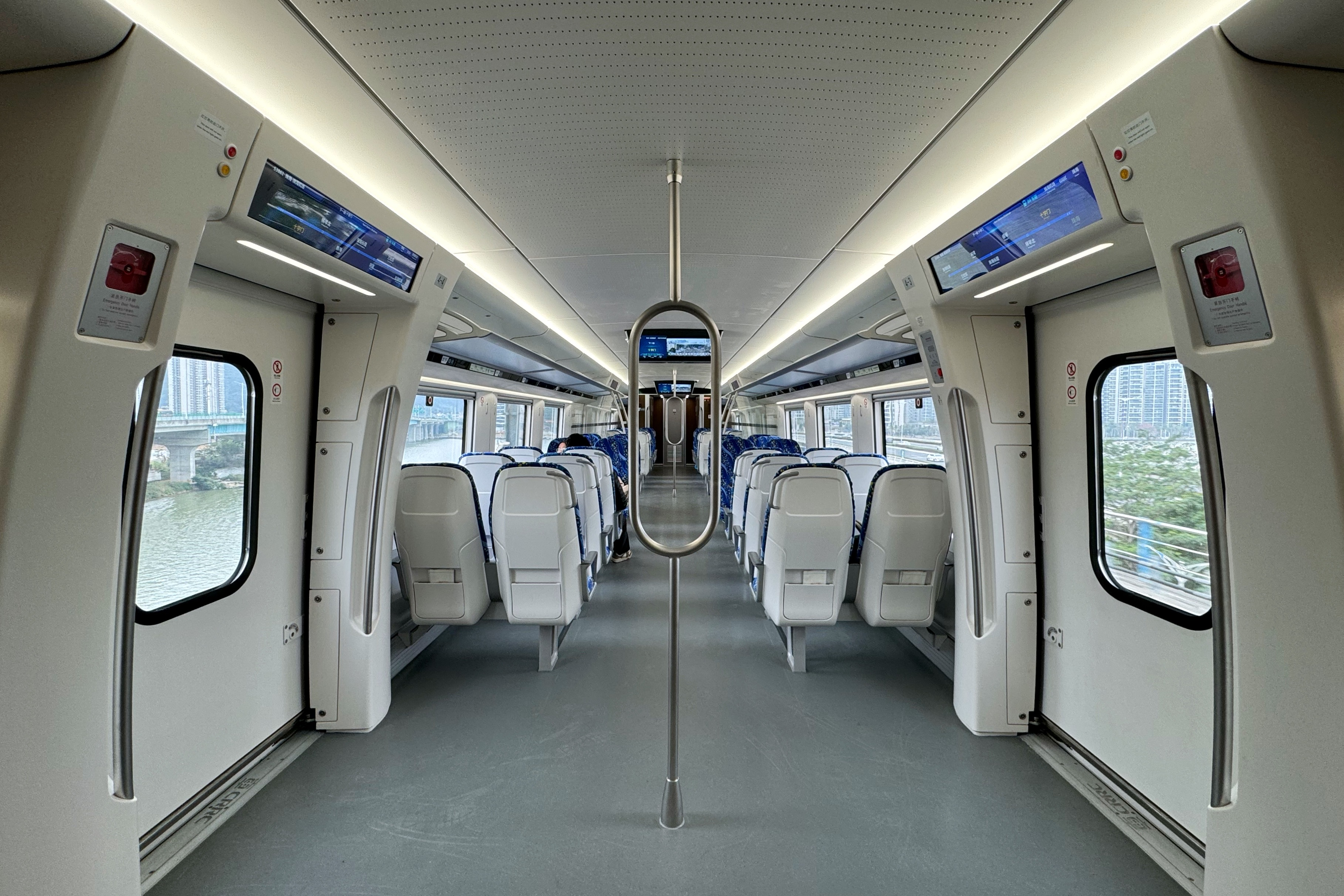
CRH6A-A车厢内部
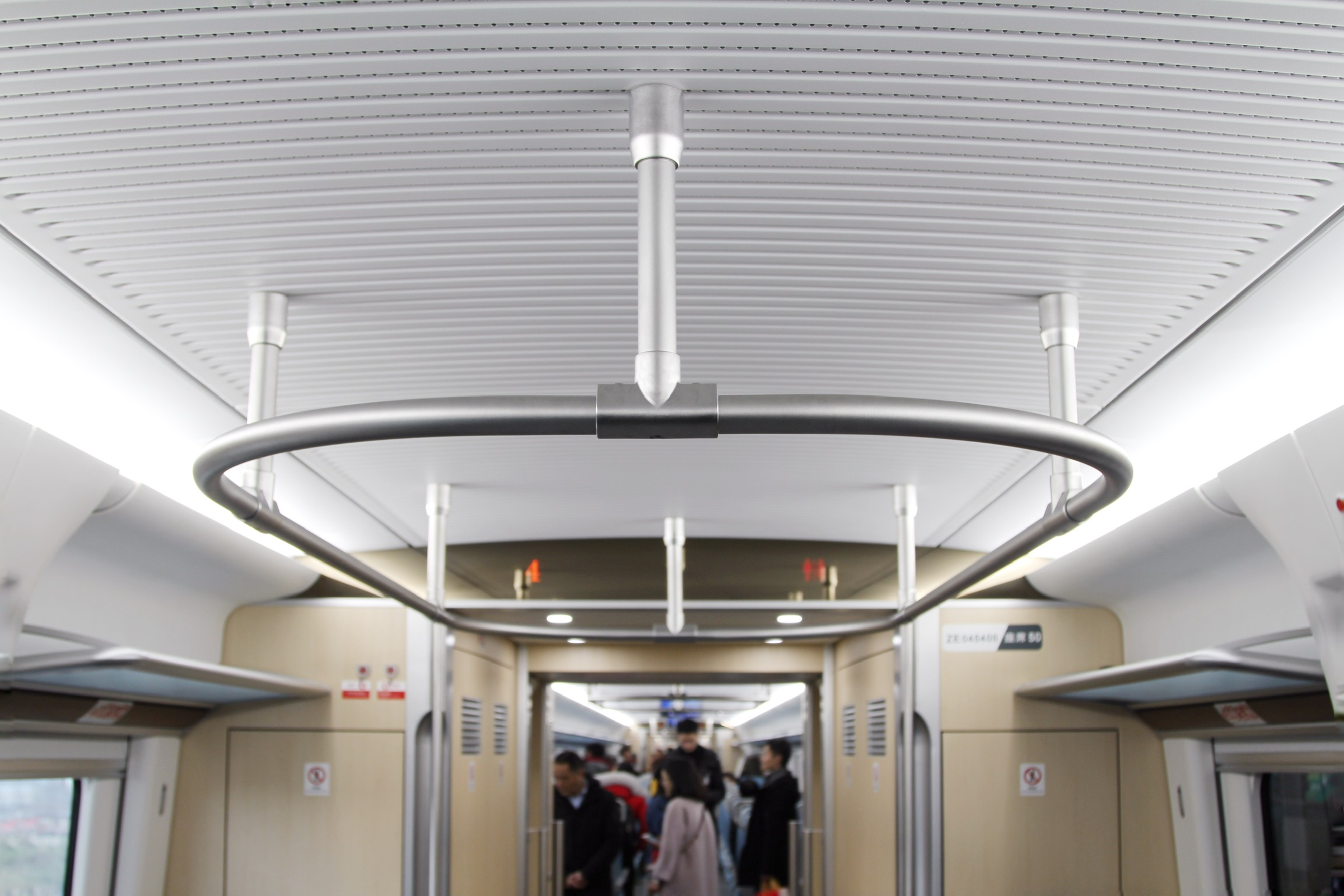
车厢内的扶手
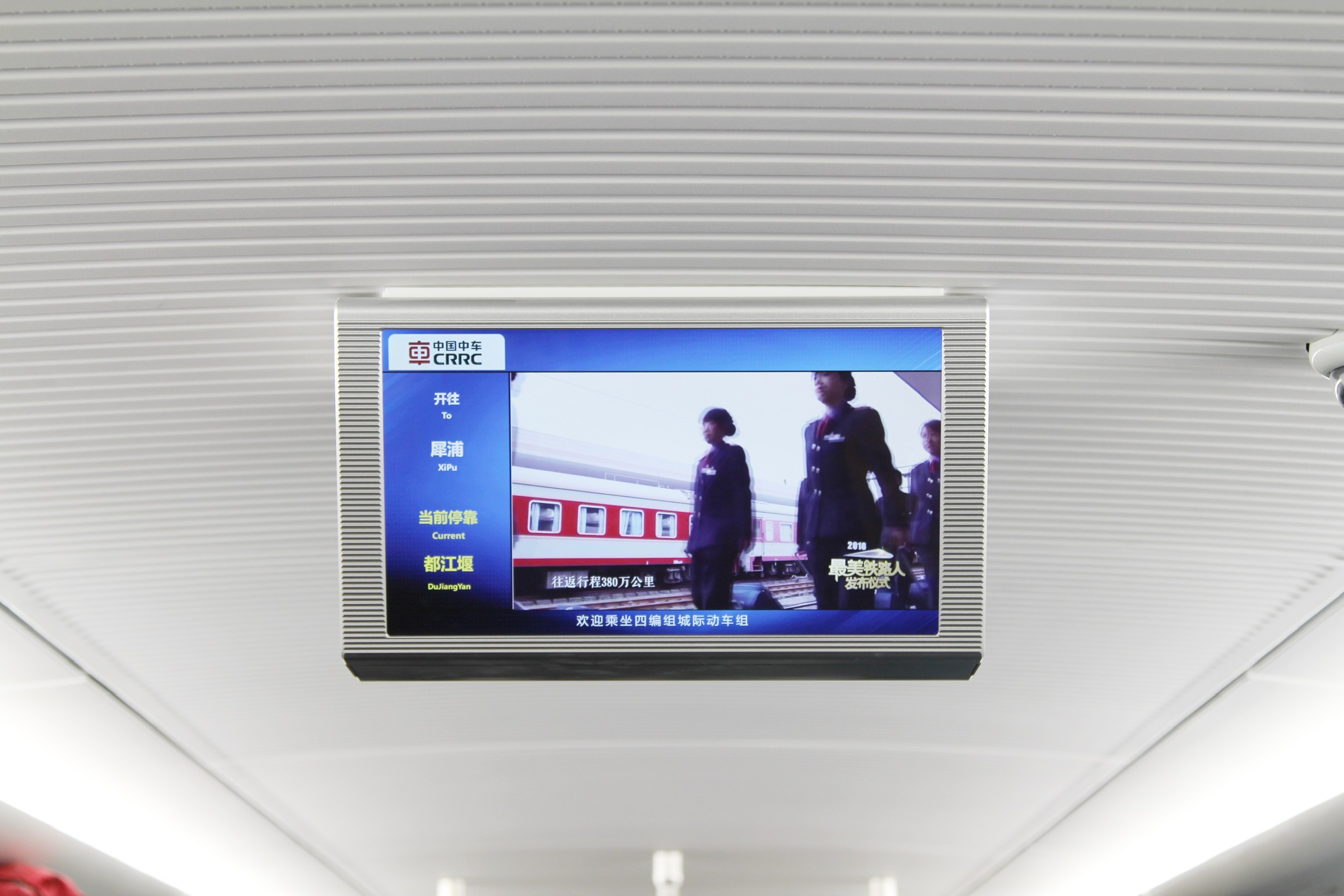
车厢内乘客信息显示系统
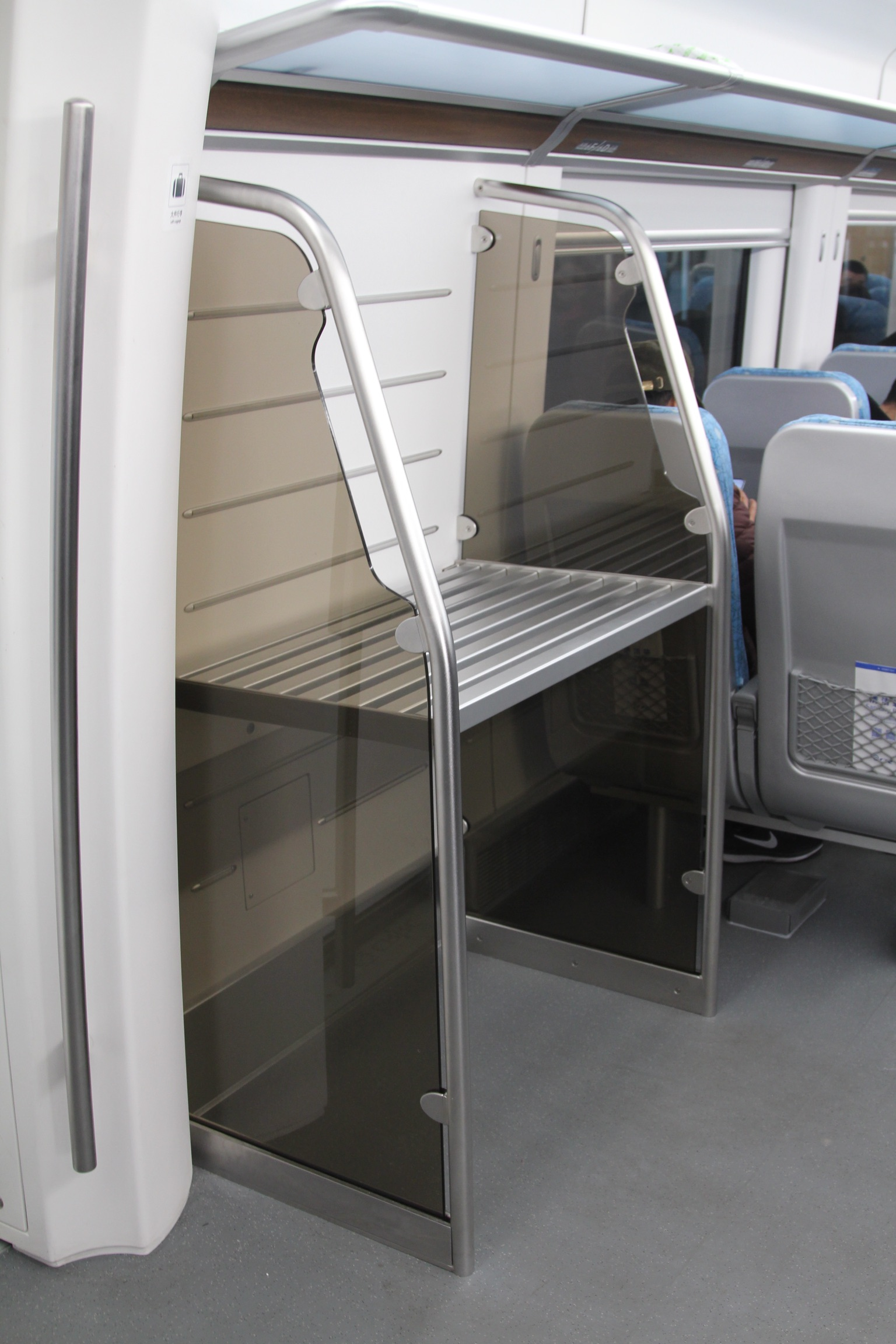
车厢内行李架

CRH6A-A型編組方式
| 车厢号   | 车厢号   | 1                      | 2                      | 3                      | 4                      |
|          |          |                        |                        |                        |                        |
| 座席     | 座席     | 二等座車               | 二等座車               | 二等座車               | 二等座車               |
| 定員     | 定員     | 50                     | 78                     | 74                     | 50                     |
| 动力单元 | 动力单元 | 单元1                  | 单元1                  | 单元2                  | 单元2                  |
| 集电弓   | 集电弓   |                        | <                      | >                      |                        |
| 动力配置 | 动力配置 | 有动力，带驾驶室（Mc） | 无动力，带受电弓（Tp） | 无动力，带受电弓（Tp） | 有动力，带驾驶室（Mc） |

### CRH6F（160km/h）

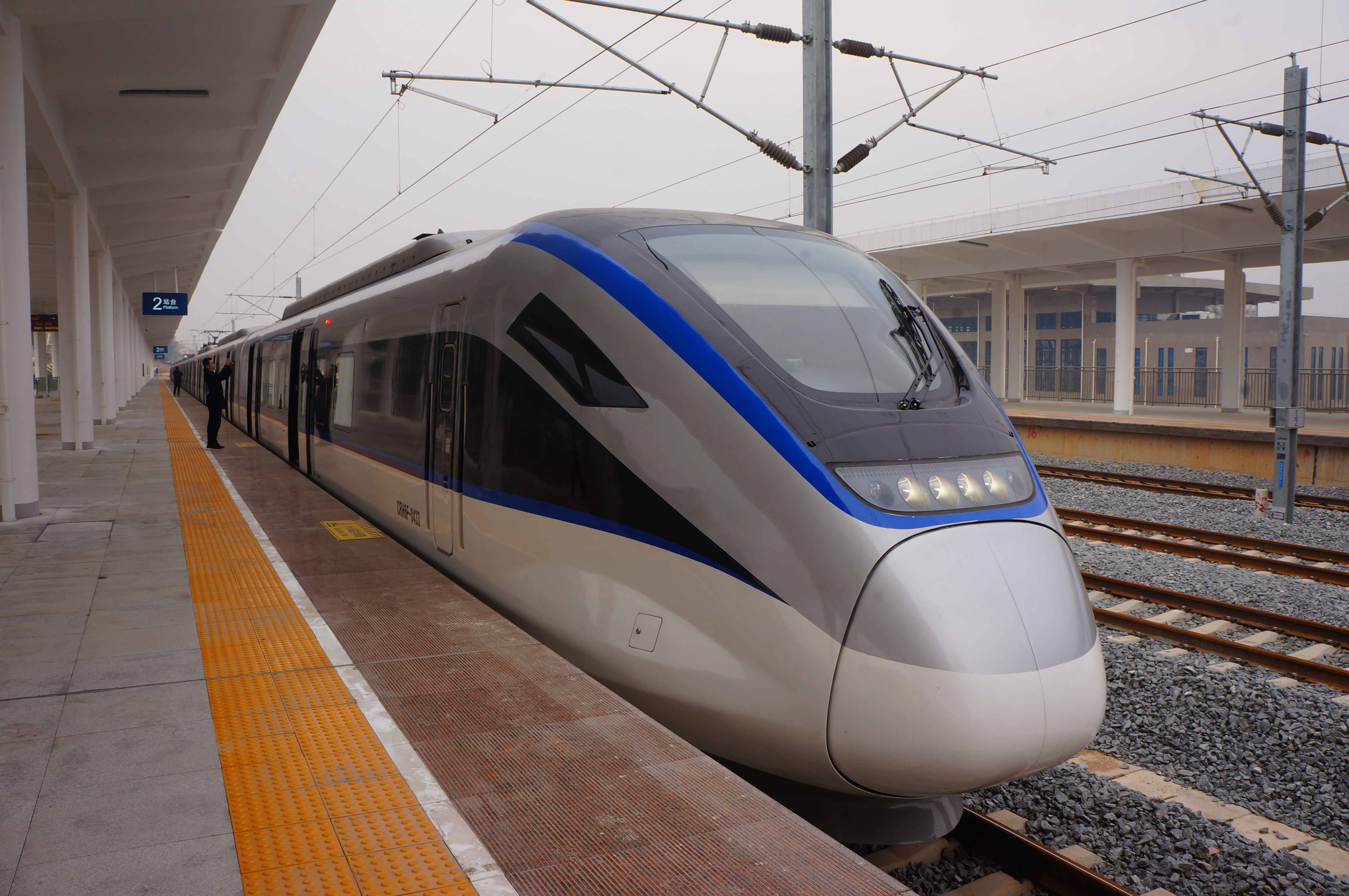
长株潭城际铁路使用的CRH6F列车停靠在长沙西站

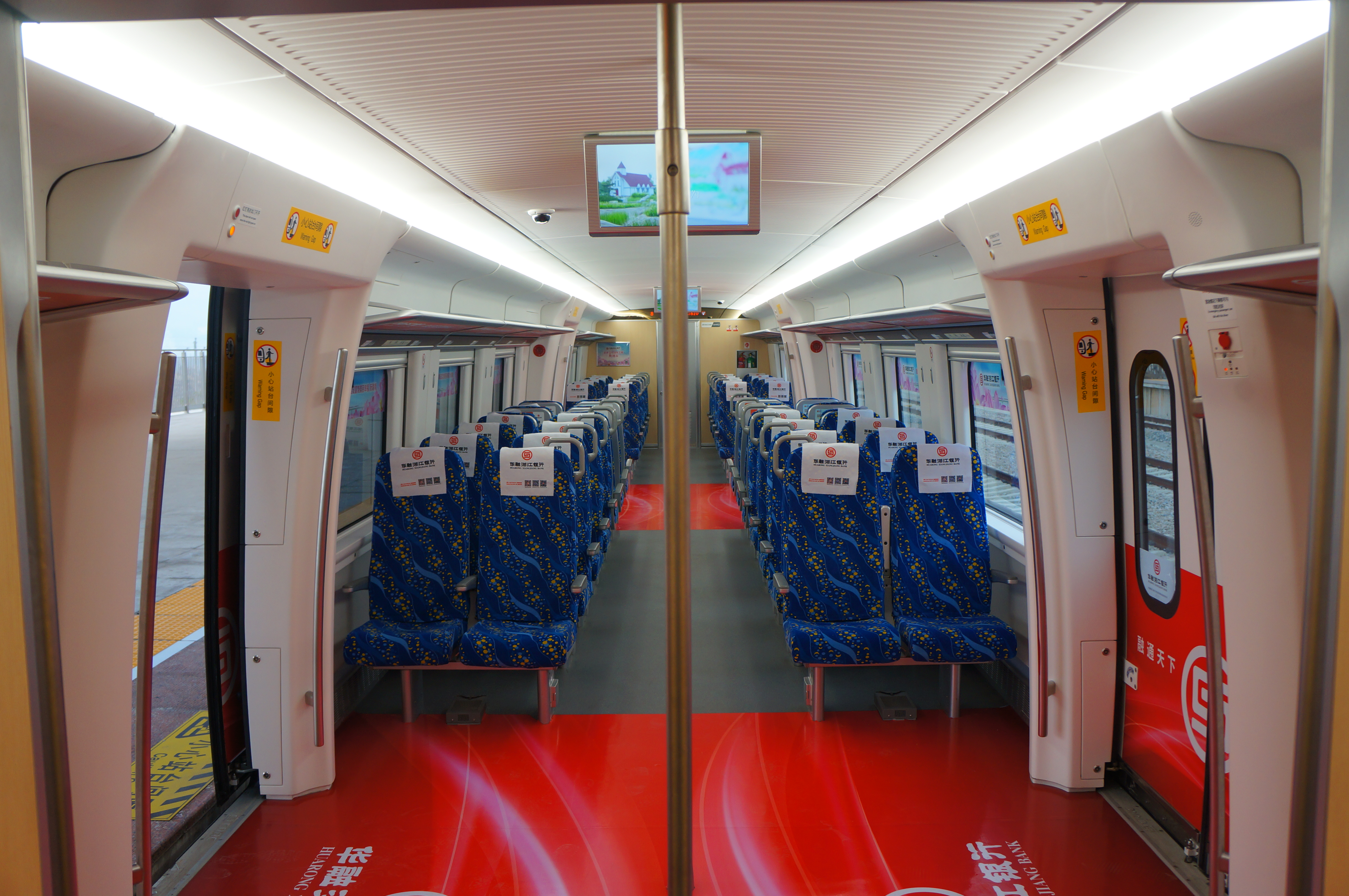
CRH6F列车内部

CRH6F车型定员载客量达1502人（包括座席及站席，按每平方米站立4人计算），超员载客量达1998人（包括座席及站席，按每平方米站立6人计算）。列车座位同样采用2+2布置，但座椅不可调节或翻转；列车在3、6号车设卫生间。与CRH6A不同，车门采用宽阔的对开塞拉门，每节车辆侧设有3个塞拉门（头尾车辆有2个，其中一个为驾驶室门）。该车牵引制动性能比CRH6A更优、载客量更大，更适合较短站间距的城际线路和站站停模式使用。
CRH6F型編组方式
- 備註：CP：空氣壓縮機，SIV：靜止式變流器，梯：疏散用摺梯

| 车厢号   | 车厢号   | 1                      | 2           | 3                      | 4           | 5           | 6                      | 7           | 8                      |
|          |          |                        |             |                        |             |             |                        |             |                        |
| 座席     | 座席     | 二等座車               | 二等座車    | 二等座車               | 二等座車    | 二等座車    | 二等座車               | 二等座車    | 二等座車               |
| 定員     |          |                        |             |                        |             |             |                        |             |                        |
| 动力单元 | 动力单元 | 单元1                  | 单元1       | 单元1                  | 单元1       | 单元2       | 单元2                  | 单元2       | 单元2                  |
| 集电弓   | 集电弓   |                        |             | <                      |             |             | >                      |             |                        |
| 动力配置 | 动力配置 | 无动力，带驾驶室（Tc） | 有动力（M） | 无动力，带受电弓（Tp） | 有动力（M） | 有动力（M） | 无动力，带受电弓（Tp） | 有动力（M） | 无动力，带驾驶室（Tc） |

### CRH6F-A（160km/h）

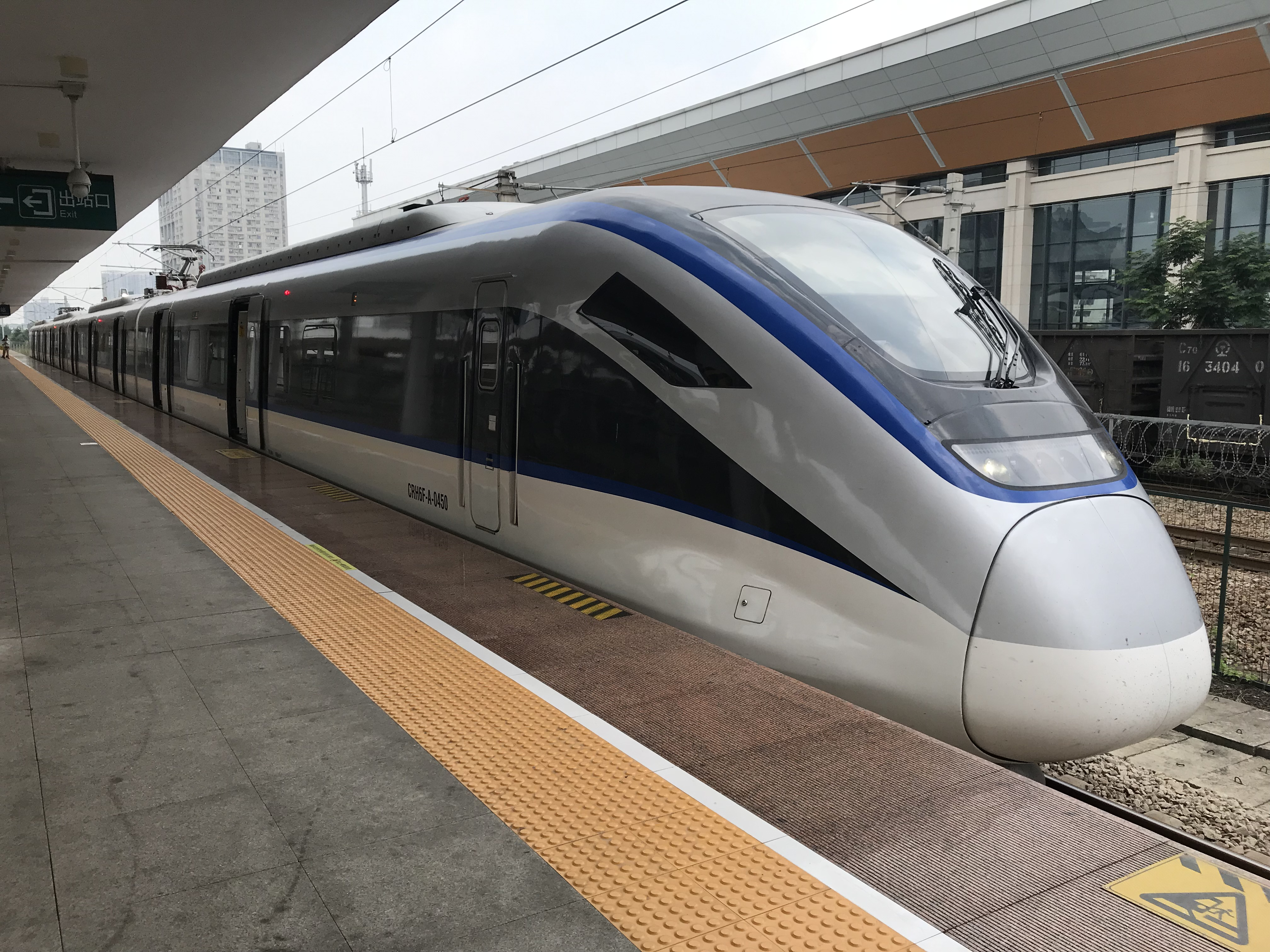
长株潭城际铁路使用的CRH6F-A于长沙站

CRH6F-A车型为CRH6F的4辆小编组版本，设有240个座位（怀密线版本226座），最大载客量达875人，该车型与CRH6A-A一样可以4辆编组单独运营，也可8辆编组重联运行。

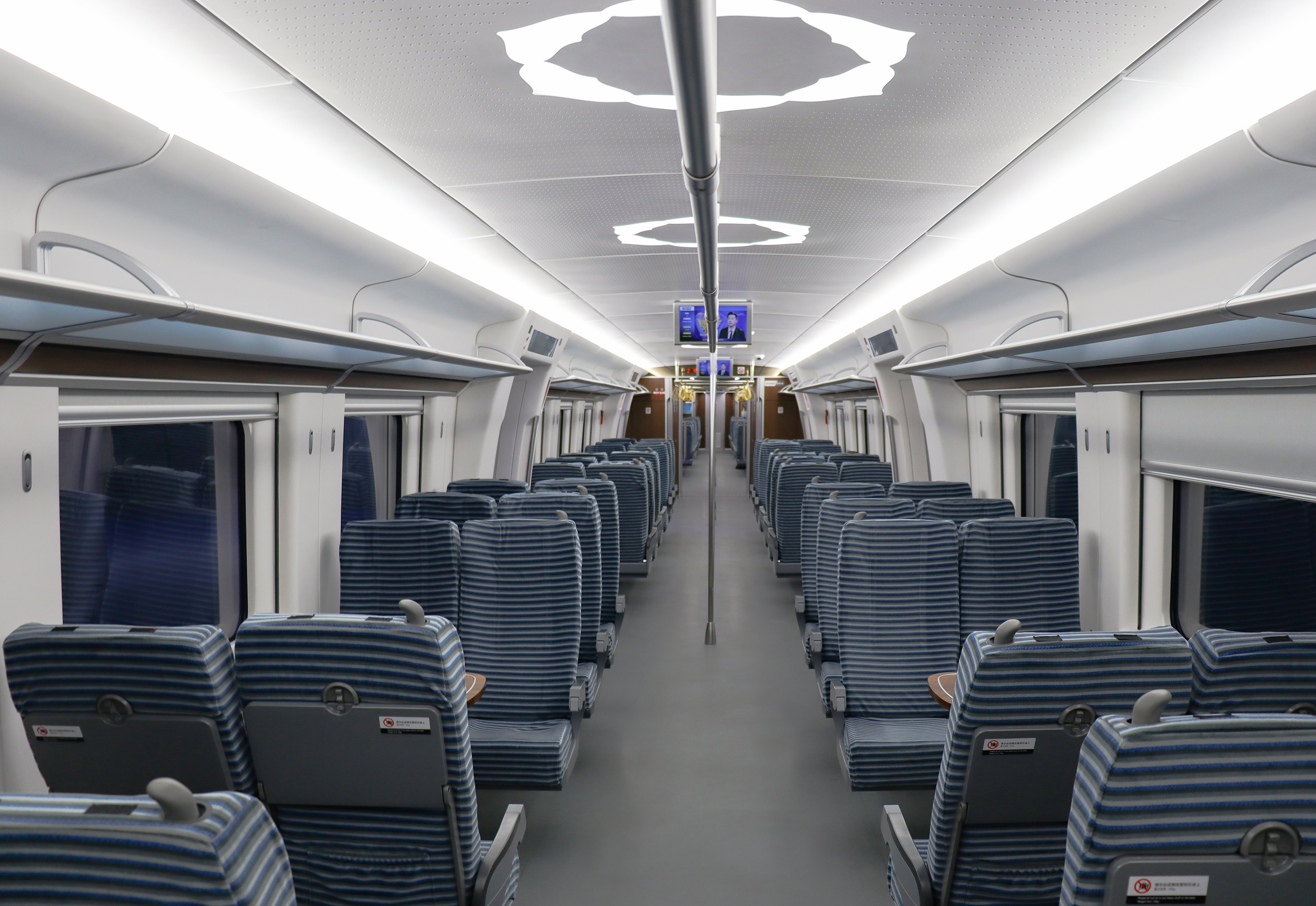
台州市郊铁路CRH6F-A二等座车全景
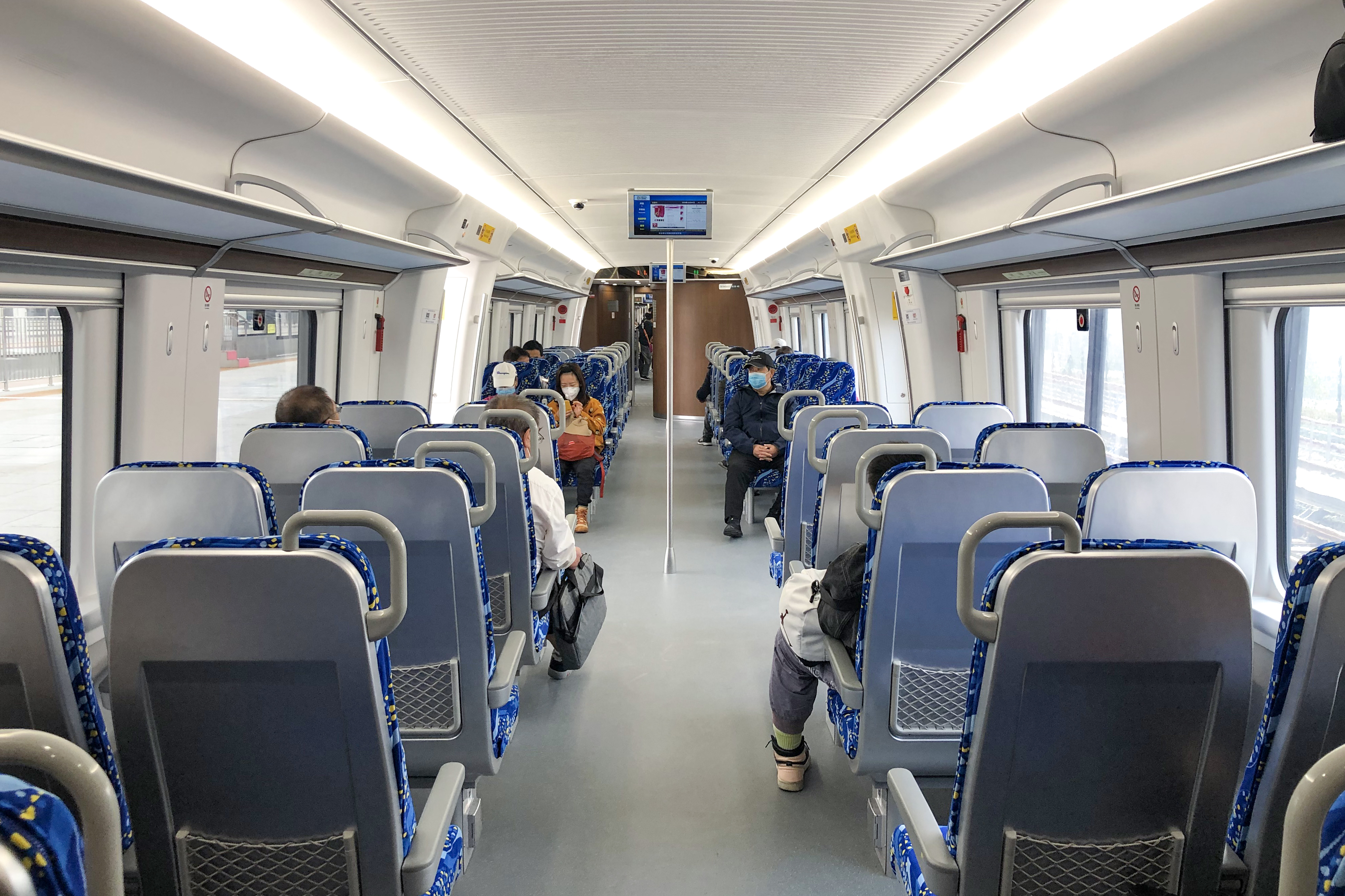
怀密线CRH6F-A的1号车厢内部
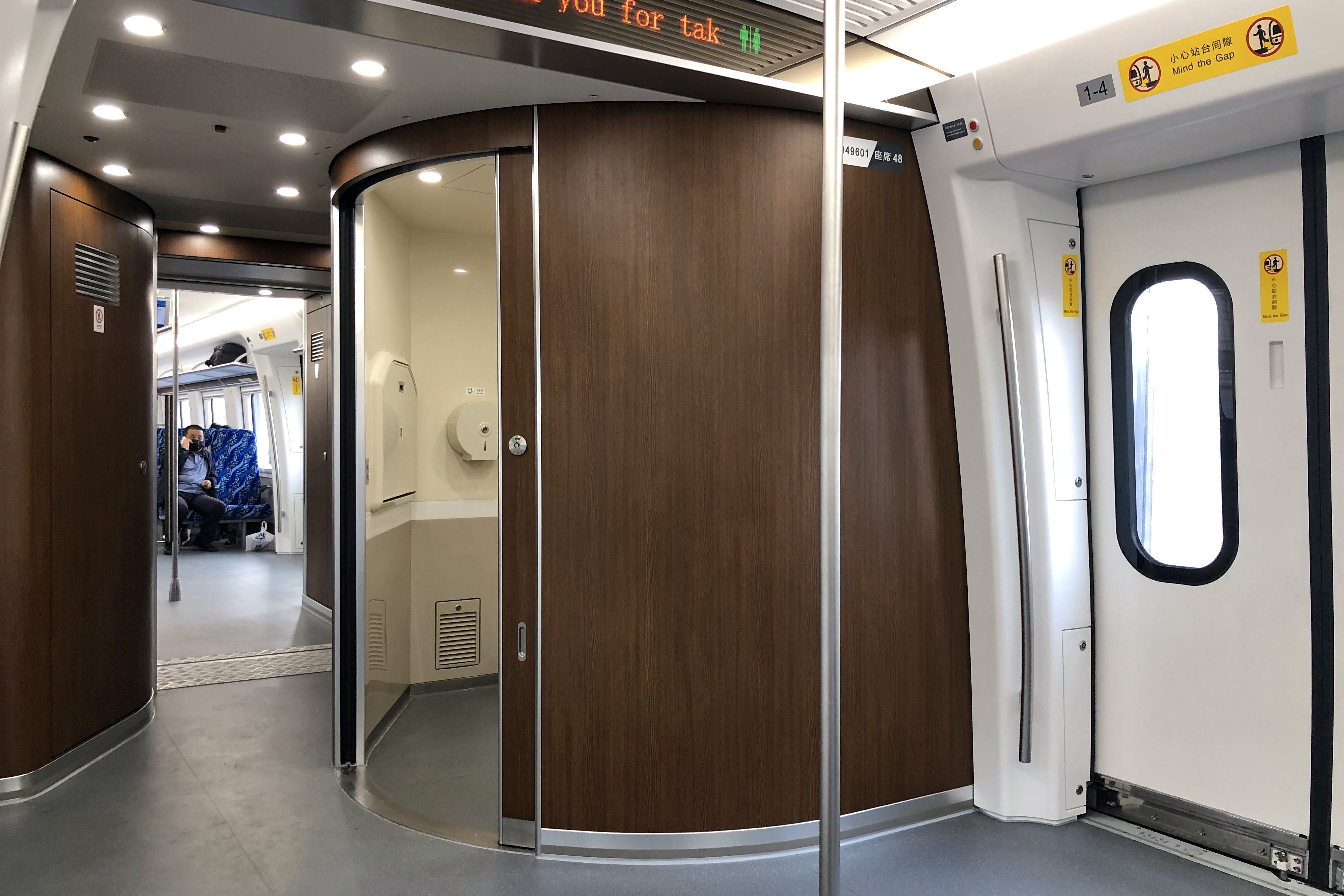
怀密线CRH6F-A的无障碍卫生间位于1号车厢
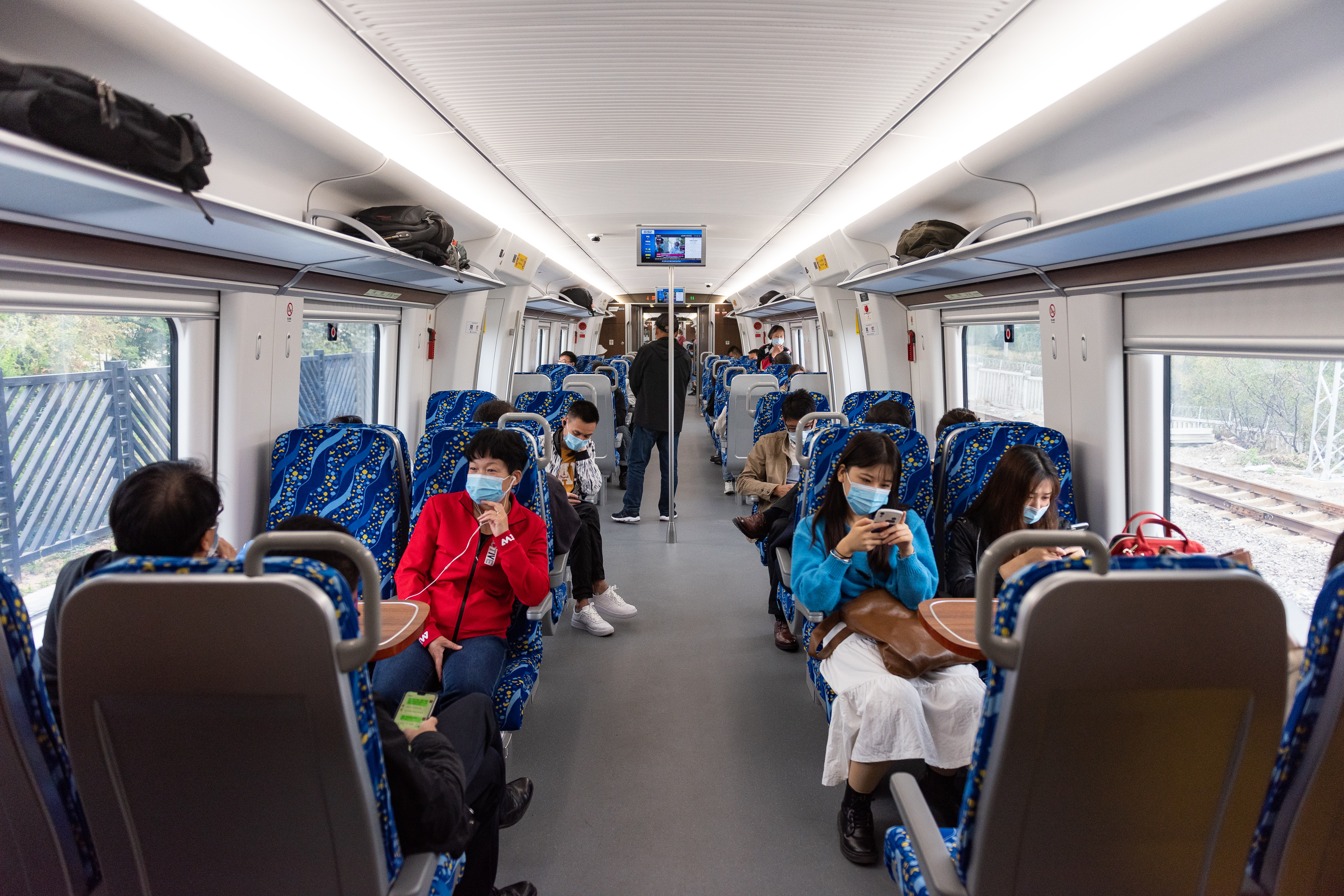
怀密线CRH6F-A的4号车厢内部
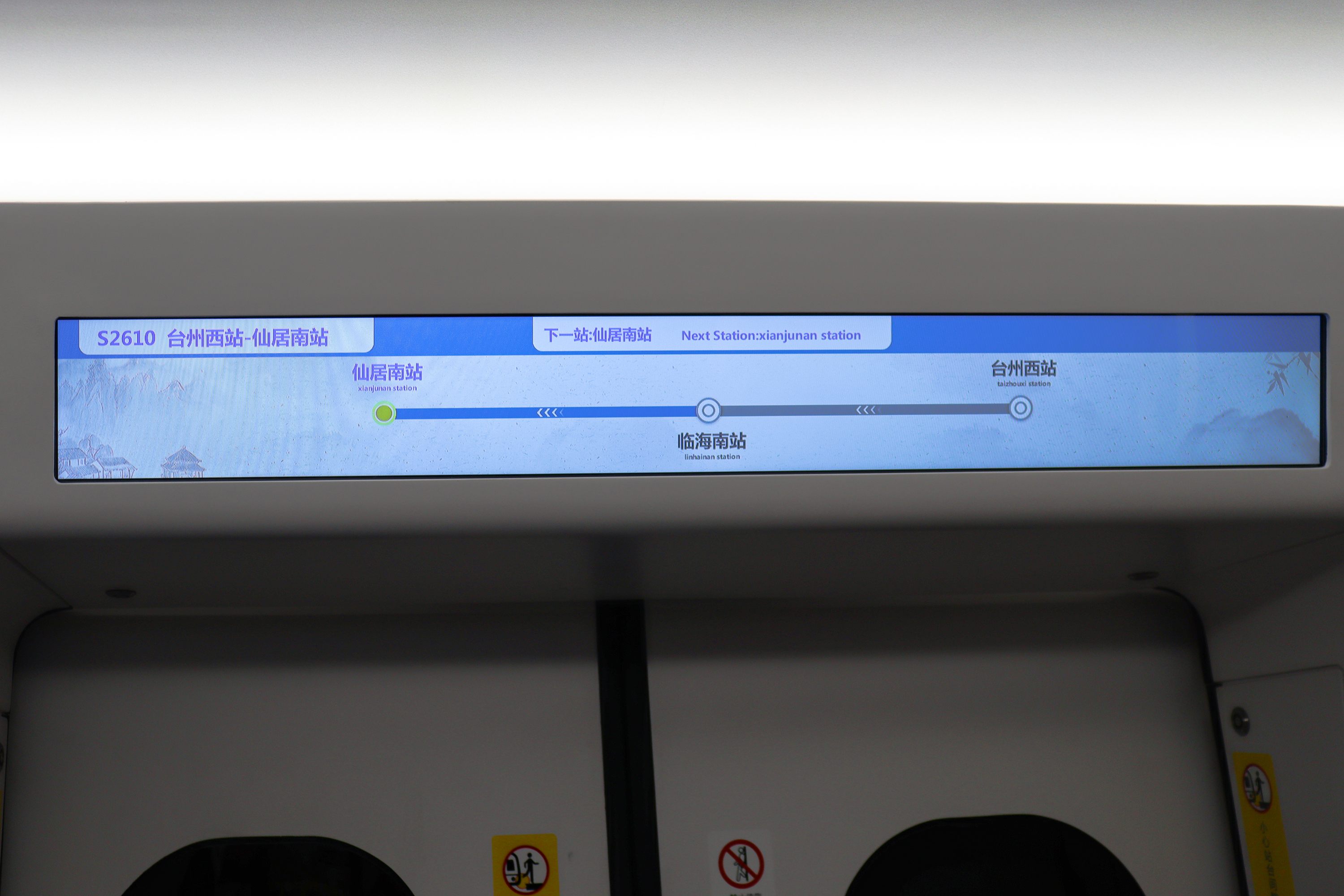
台州市郊铁路使用的CHR6A车门上方设有LCD电子线路图

CRH6F-A型編組方式
| 车厢号          | 车厢号          | 1                      | 2                      | 3                      | 4                      |
|                 |                 |                        |                        |                        |                        |
| 座席            | 座席            | 二等座車               | 二等座車               | 二等座車               | 二等座車               |
| 定員            |                 |                        |                        |                        |                        |
| 定员 （怀密线） | 定员 （怀密线） | 48                     | 66                     | 68                     | 44                     |
| 动力单元        | 动力单元        | 单元1                  | 单元1                  | 单元2                  | 单元2                  |
| 集电弓          | 集电弓          |                        | <                      | >                      |                        |
| 动力配置        | 动力配置        | 无动力，带驾驶室（Tc） | 有动力，带受电弓（Mp） | 有动力，带受电弓（Mp） | 无动力，带驾驶室（Tc） |

### 衍生市域动车组

#### Cinova-140

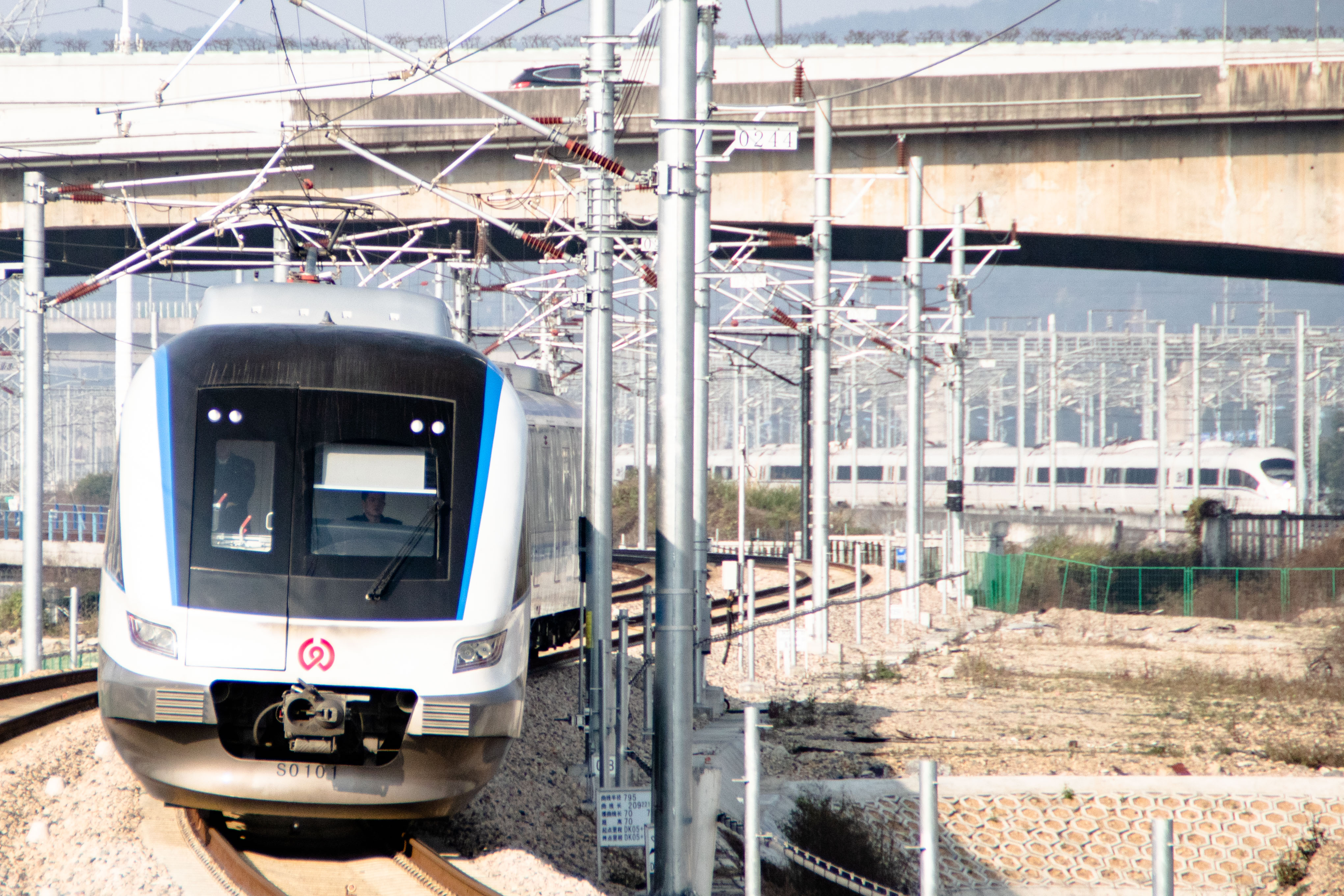
温州市域铁路S1线市域动车组列车于动车南站

基于Cinova城际列车平台衍生的Cinova-140市域动车组，定员载客量765人（包括座席及站席，按每平方米站立4人计算），超员载客量1322人。列车採用城市軌道交通座椅佈局，不设洗手间，但设有残疾人乘坐空间，目前投入温州市域铁路S1线运营，同時，列車可以實現4輛、6輛、8輛靈活編組，以滿足不同客流量的運營需求。
Cinova-140型編组方式
| 车厢号   | 车厢号   | 1                      | 2                      | 3                      | 4                      |  |  |  |  |
| 型號     | 型號     | S01xx01                | S01xx02                | S01xx03                | S01xx04                |  |  |  |  |
|          |          |                        |                        |                        |                        |  |  |  |  |
| 座席     | 座席     | 普通車廂               | 普通車廂               | 普通車廂               | 普通車廂               |  |  |  |  |
| 定員     |          |                        |                        |                        |                        |  |  |  |  |
| 动力单元 | 动力单元 | 单元1                  | 单元1                  | 单元2                  | 单元2                  |  |  |  |  |
| 集电弓   | 集电弓   |                        | <                      | >                      |                        |  |  |  |  |
| 动力配置 | 动力配置 | 有动力，带驾驶室（Mc） | 无动力，带受电弓（Tp） | 无动力，带受电弓（Tp） | 有动力，带驾驶室（Mc） |  |  |  |  |

#### Cinova-160
基于Cinova城际列车平台衍生的Cinova-160市域动车组“白鲸号”目前投入北京地铁大兴机场线运营。
“白鲸号”车体宽度3.3米，8节编组全列定员448人，4节编组全列定员为258人，其中1至6车厢（对应4节编组的1至3车厢）为普通座车，座椅布局为2+2，座椅前后间距0.84米，相邻座椅间设置有USB充电插座；7号车厢（对应4节编组的4号车厢）为商务座车，座椅布局为1+2（4节编组驾驶舱观景台区域座椅布局为1+1），并具有旋转座椅方向的功能；8节编组的8号车厢为行李车。
Cinova-160型编组方式（8节编组）
| 白鲸号   | JC 001 - JC 019 ←丽泽商务区/草桥方向大兴机场方向→ | JC 001 - JC 019 ←丽泽商务区/草桥方向大兴机场方向→ | JC 001 - JC 019 ←丽泽商务区/草桥方向大兴机场方向→ | JC 001 - JC 019 ←丽泽商务区/草桥方向大兴机场方向→ | JC 001 - JC 019 ←丽泽商务区/草桥方向大兴机场方向→ | JC 001 - JC 019 ←丽泽商务区/草桥方向大兴机场方向→ | JC 001 - JC 019 ←丽泽商务区/草桥方向大兴机场方向→ | JC 001 - JC 019 ←丽泽商务区/草桥方向大兴机场方向→ |
| 车厢号   | 1                                                 | 2                                                 | 3                                                 | 4                                                 | 5                                                 | 6                                                 | 7                                                 | 8                                                 |
| 型号     | JC 0××1                                           | JC 0××2                                           | JC 0××3                                           | JC 0××4                                           | JC 0××5                                           | JC 0××6                                           | JC 0××7                                           | JC 0××8                                           |
|          |                                                   |                                                   |                                                   |                                                   |                                                   |                                                   |                                                   |                                                   |
|          |                                                   |                                                   |                                                   |                                                   |                                                   |                                                   |                                                   |                                                   |
| 座席     | 普通车厢                                          | 普通车厢                                          | 普通车厢                                          | 普通车厢                                          | 普通车厢                                          | 普通车厢                                          | 商务车厢                                          | 行李车厢                                          |
| 定员     | 48                                                | 56                                                | 52                                                | 56                                                | 56                                                | 56                                                | 36                                                | ——                                                |
| 动力单元 | 单元1                                             | 单元1                                             | 单元1                                             | 单元1                                             | 单元2                                             | 单元2                                             | 单元2                                             | 单元2                                             |
| 集电弓   |                                                   |                                                   | <                                                 |                                                   |                                                   | >                                                 |                                                   |                                                   |
| 动力配置 | Tc                                                | M                                                 | Tp                                                | M                                                 | M                                                 | Tp                                                | M                                                 | Tc                                                |
| 动力配置 | 无动力 带驾驶室                                   | 有动力                                            | 无动力 带受电弓                                   | 有动力                                            | 有动力                                            | 无动力 带受电弓                                   | 有动力                                            | 行李车 无动力 带驾驶室                            |

Cinova-160型编组方式（4节编组）
| 白鲸号   | JC 401 - JC 404 ←丽泽商务区/草桥方向大兴机场方向→ | JC 401 - JC 404 ←丽泽商务区/草桥方向大兴机场方向→ | JC 401 - JC 404 ←丽泽商务区/草桥方向大兴机场方向→ | JC 401 - JC 404 ←丽泽商务区/草桥方向大兴机场方向→ | JC 401 - JC 404 ←丽泽商务区/草桥方向大兴机场方向→ | JC 401 - JC 404 ←丽泽商务区/草桥方向大兴机场方向→ | JC 401 - JC 404 ←丽泽商务区/草桥方向大兴机场方向→ | JC 401 - JC 404 ←丽泽商务区/草桥方向大兴机场方向→ |
| 车厢号   | 1                                                 | 2                                                 | 3                                                 | 4                                                 |                                                   |                                                   |                                                   |                                                   |
| 型号     | JC 4××1                                           | JC 4××2                                           | JC 4××3                                           | JC 4××4                                           |                                                   |                                                   |                                                   |                                                   |
|          |                                                   |                                                   |                                                   |                                                   |                                                   |                                                   |                                                   |                                                   |
|          |                                                   |                                                   |                                                   |                                                   |                                                   |                                                   |                                                   |                                                   |
| 座席     | 普通车厢                                          | 普通车厢                                          | 普通车厢                                          | 商务车厢                                          |                                                   |                                                   |                                                   |                                                   |
| 定员     | 48                                                | 56                                                | 52                                                | 32                                                |                                                   |                                                   |                                                   |                                                   |
| 动力单元 | 单元1                                             | 单元1                                             | 单元2                                             | 单元2                                             |                                                   |                                                   |                                                   |                                                   |
| 集电弓   |                                                   | <                                                 | >                                                 |                                                   |                                                   |                                                   |                                                   |                                                   |
| 动力配置 | Mc                                                | Tp                                                | Tp                                                | Mc                                                |                                                   |                                                   |                                                   |                                                   |
| 动力配置 | 有动力 带驾驶室                                   | 无动力 带受电弓                                   | 无动力 带受电弓                                   | 有动力 带驾驶室                                   |                                                   |                                                   |                                                   |                                                   |

## 运用
第一列CRH6A（CRH6A-4001）于2012年11月交付试运行，试运里程为30万公里。4001、4002在铁科院进行试验后，于2013年3月被SS8牵引到广州局集团广州南动车基地，在广珠城际铁路进行试运营一直持续至12月。其中CRH6A-4002于2013年6月6日抵达成都东动车运用所，进行重载测试。并于2014年春运期间投入载客试运营。2013年5月6日，第三列CRH6A（CRH6A-4501）在南京浦镇车辆有限公司正式下线。而在中车广东轨道车辆有限公司（旧新会南车基地）生产的CRH6A则于2013年5月28日正式下线。2017年9月9日，首列4辆编组的CRH6A-A和CRH6F-A完成厂内动态调试，在中车四方公司下线。
首列时速为160公里的CRH6F（CRH6F-4003）于2013年7月3日在南车青岛四方机车车辆股份有限公司竣工下线，已完成静态调试阶段，在昆明铁路局进行30万公里测试。
2014年2月12日，CRH6A-4002首次在成灌铁路载客运行，这亦代表着CRH6正式投入商业化运营。
2015年5月5日，中国南车发布新闻稿称，由中车青岛四方机车车辆股份有限公司（下称“中车四方股份”）研制的具有完全自主知识产权的CRH6A型城际动车组，正式获得国家铁路局颁发的“型号合格证”和“制造许可证”。这是中国城际动车组首次通过型号合格审定，取得的首张市场“通行证”。同年7月11日，南宁铁路局开始用CRH6F担当南宁东至北海的D9671/2、D9673/6次及南宁至北海的D9675/4次，这是CRH6F型动车组首次载客试运营。同月28日，CRH6A也开始在贺州、南宁、北海间载客运行。
2016年3月30日，CRH6A型列车在广佛肇城际轨道交通和莞惠城际轨道交通上运行。同年5月6日，CRH6F也获得了国家铁路局颁发的型号合格证和制造许可证。
2016年6月1日，广东广珠城际轨道交通有限公司为广珠城际铁路招标16组8节的CRH6A型列车，以取代11组CRH1A型列车。该批16列的CRH6A由中车广东轨道交通车辆有限公司/中车青岛四方机车车辆股份有限公司联合体投得。
2016年8月9日，湖南城际铁路有限公司为长株潭城际铁路招标5组8节的CRH6F型列车，后来成为CRH6F-0409～CRH6F-0413。
2017年6月10日，2列“阳明号”CRH6F列车投入宁波至余姚城际铁路运营。
2017年9月28日，新采购的两列CRH6A在上海金山线运行。
2017年11月3日，北京市郊铁路城市副中心线的首列CRH6A（车组编号0438）在青岛下线。除上述线路外，CRH6A、CRH6F还获得了河南城际铁路等订单。
2018年1月13日，CRH6A型动车组列车在广深线投入运营。 （參考文獻在投入營運之翌日才發文)
2018年3月28日，CRH6F-A型动车组列车在绍兴风情旅游新干线投入试运行。
2018年12月，命名为“天府号”的CRH6A-A型动车组列车在成灌铁路投入营运。
2019年1月23日，基于Cinova城际列车平台衍生的市域动车组在温州市域铁路S1线投入试运营。
2019年6月27日，為海南東環鐵路提供的首四列CRH6F-A型市域動車組（CRH6F-A-0461～CRH6F-A-0464），以无火回送方式交付（本務為濟局濟段的HXD3C、鄭局鄭段的SS8-0102、武局南段的HXD1D、廣鐵廣段的DF11-0018及DF4B-2315），並於兩日後抵達海南島。剩餘三列CRH6F-A型市域動車組（CRH6F-A-0465～CRH6F-A-0467）則於2019年8月20日以無火回送方式交付，於兩日後抵達海南島。
2019年11月7日，中车广东轨道交通车辆有限公司获得深茂铁路8列8编组CRH6A订单，首列车于12月下旬下线。
2020年9月30日，北京市郊铁路怀柔－密云线的六组CRH6F-A投入运营。
2020年11月30日，广清城际和广州东环城际的七组CRH6A投入运营。
2021年8月11日，金温铁道公司购买的两组台州市郊铁路CRH6F-A投入运营。
2022年11月20日，广东珠三角城际轨道交通有限公司购买的首批两组CRH6A-A到货，暂存于穗深城际中堂运用所；后于2023年10月12日起投入运营。

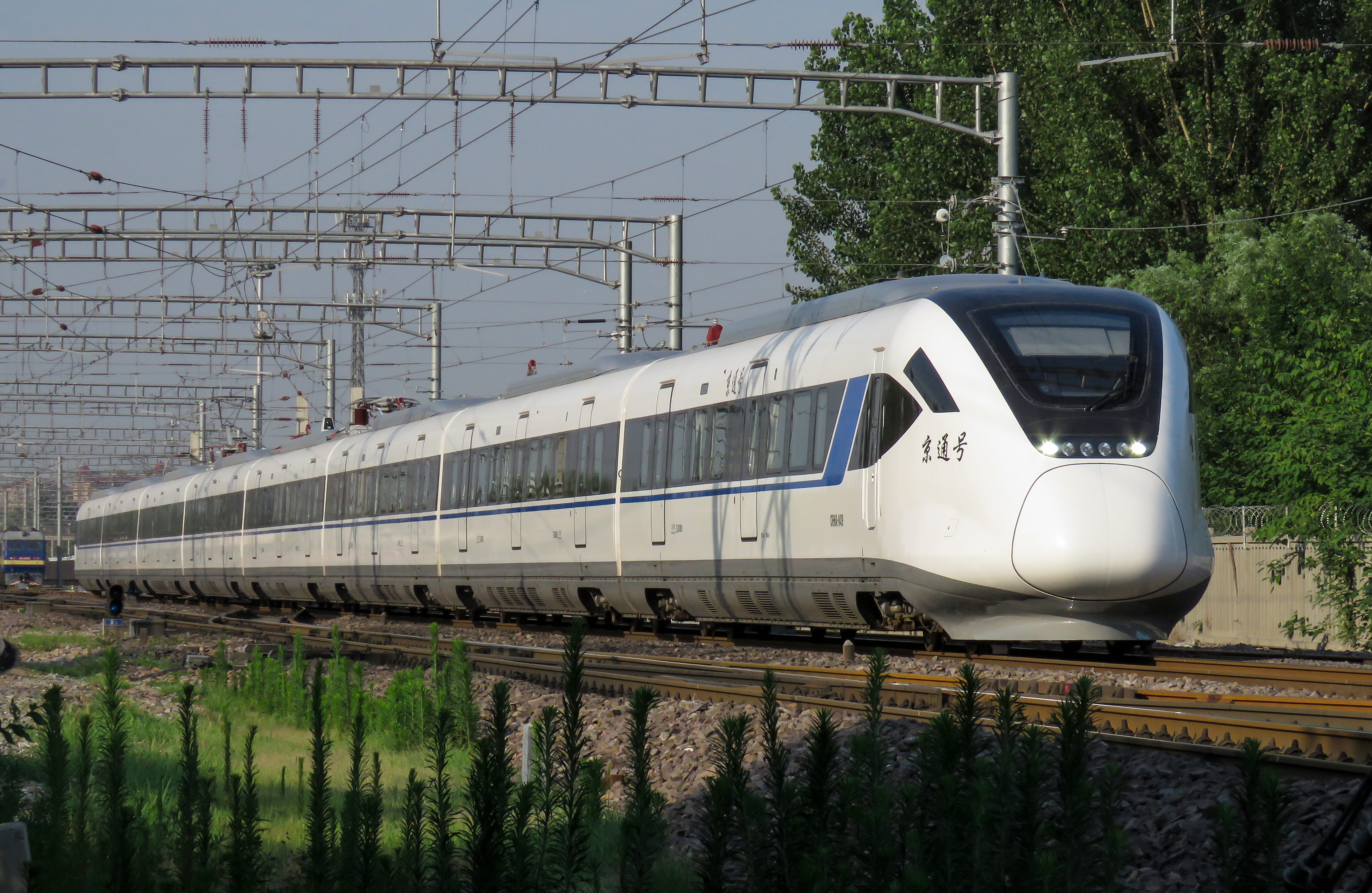
用于北京市郊铁路城市副中心线的CRH6A型动车组通过良乡站
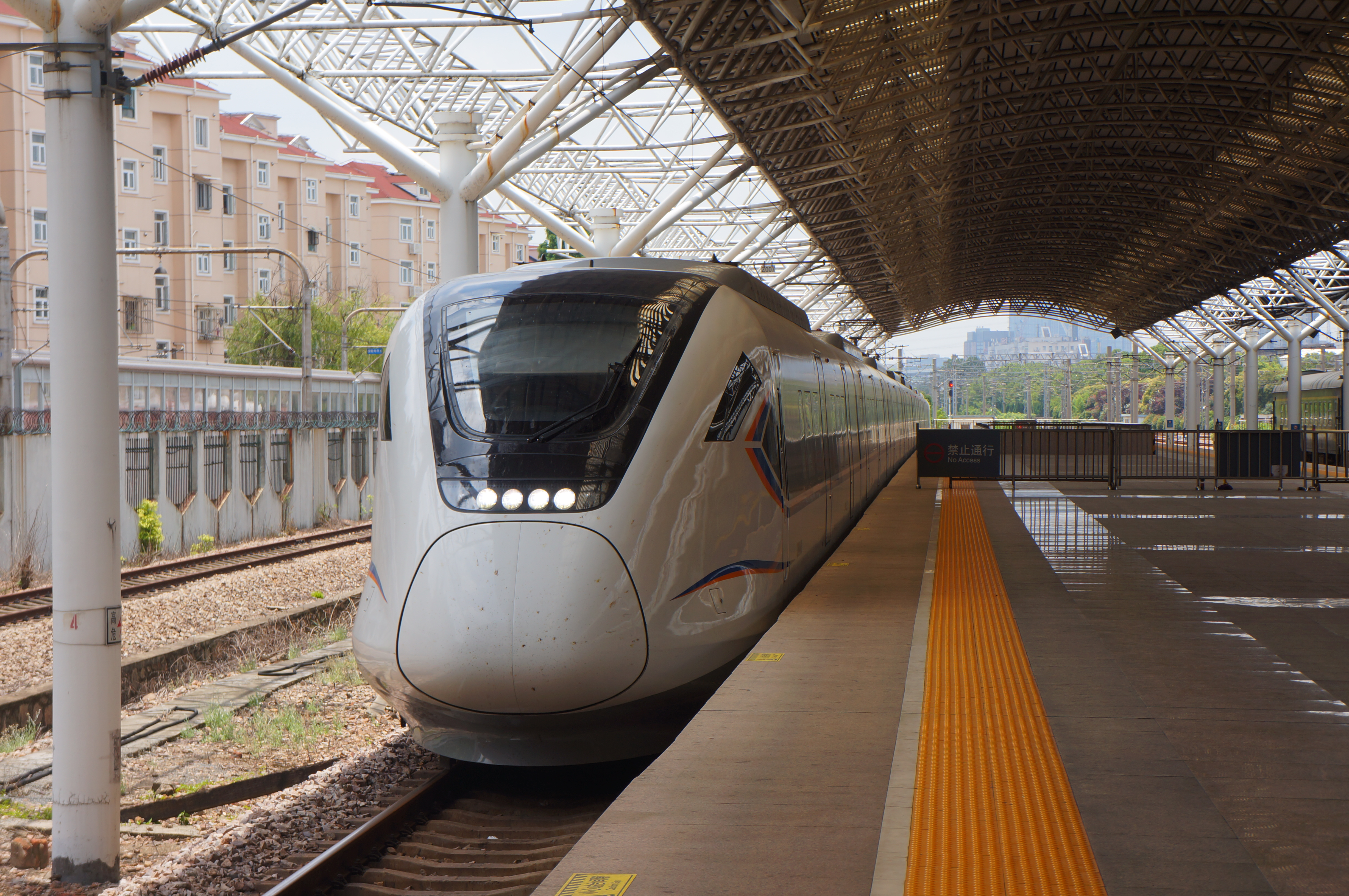
金山线使用的CRH6A于上海南站
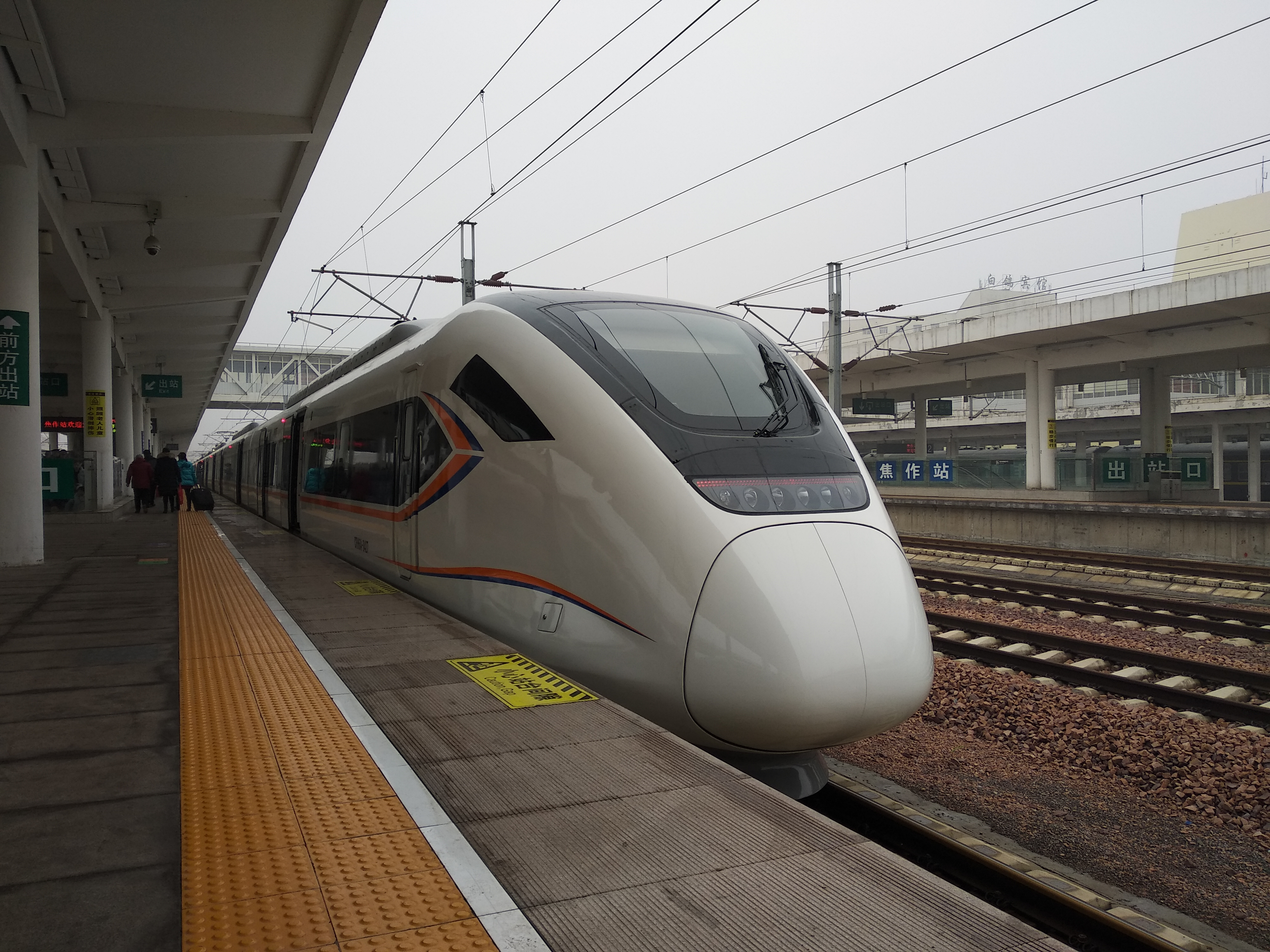
郑焦城际铁路使用的CRH6A停靠在焦作站
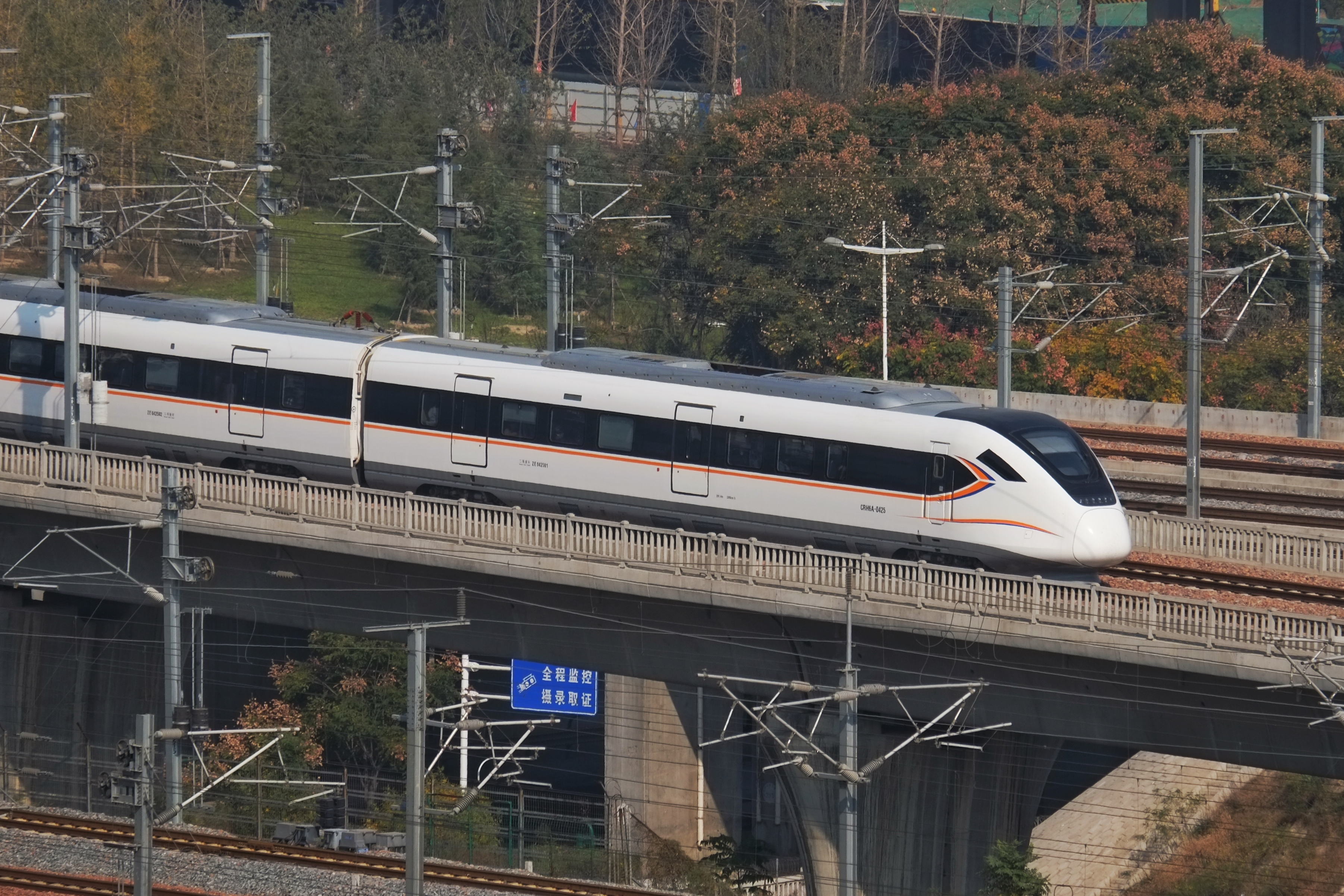
郑开城际铁路使用的CRH6A驶入郑州东站
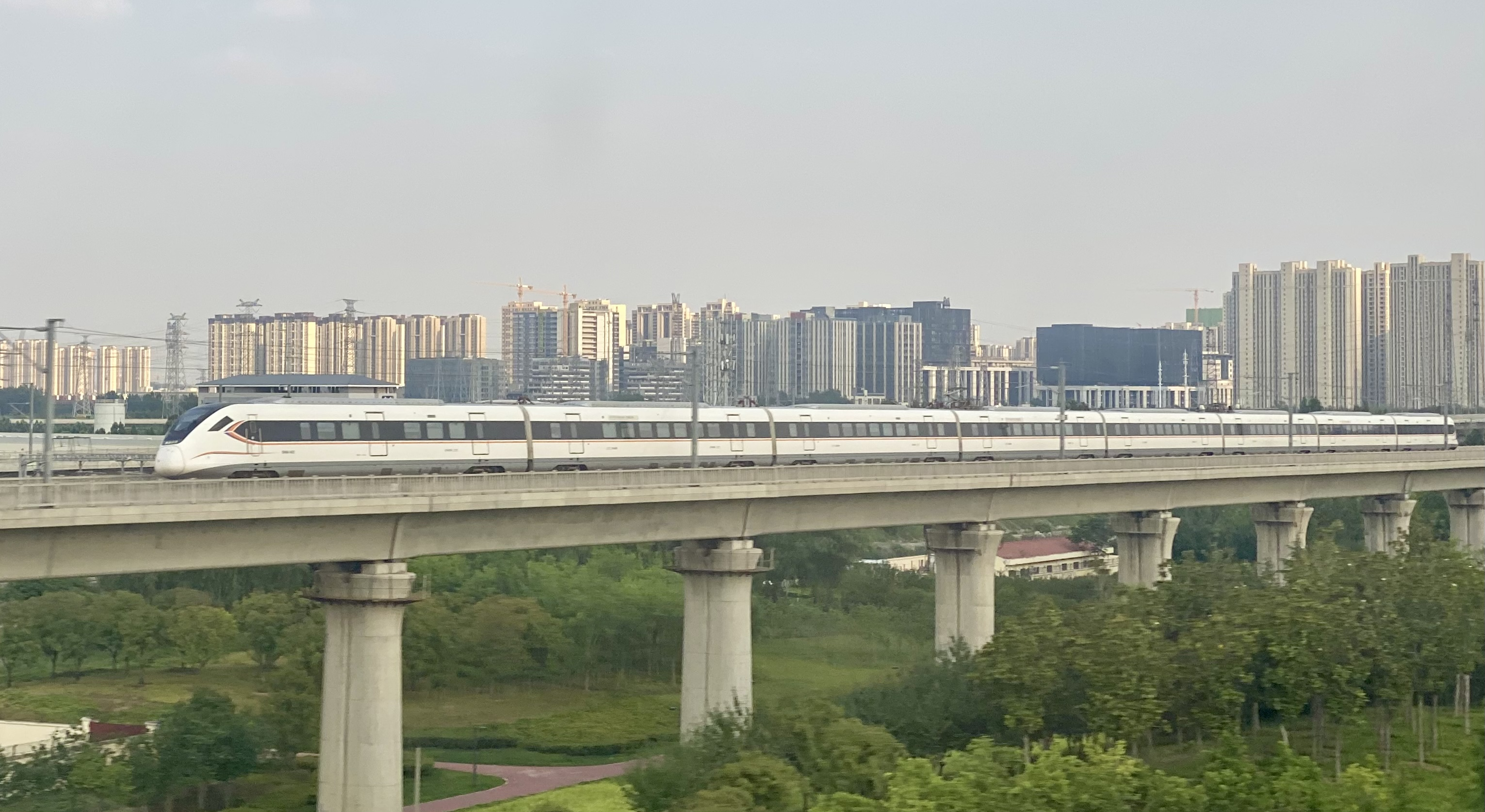
郑机城际铁路使用的CRH6A驶入郑州东站
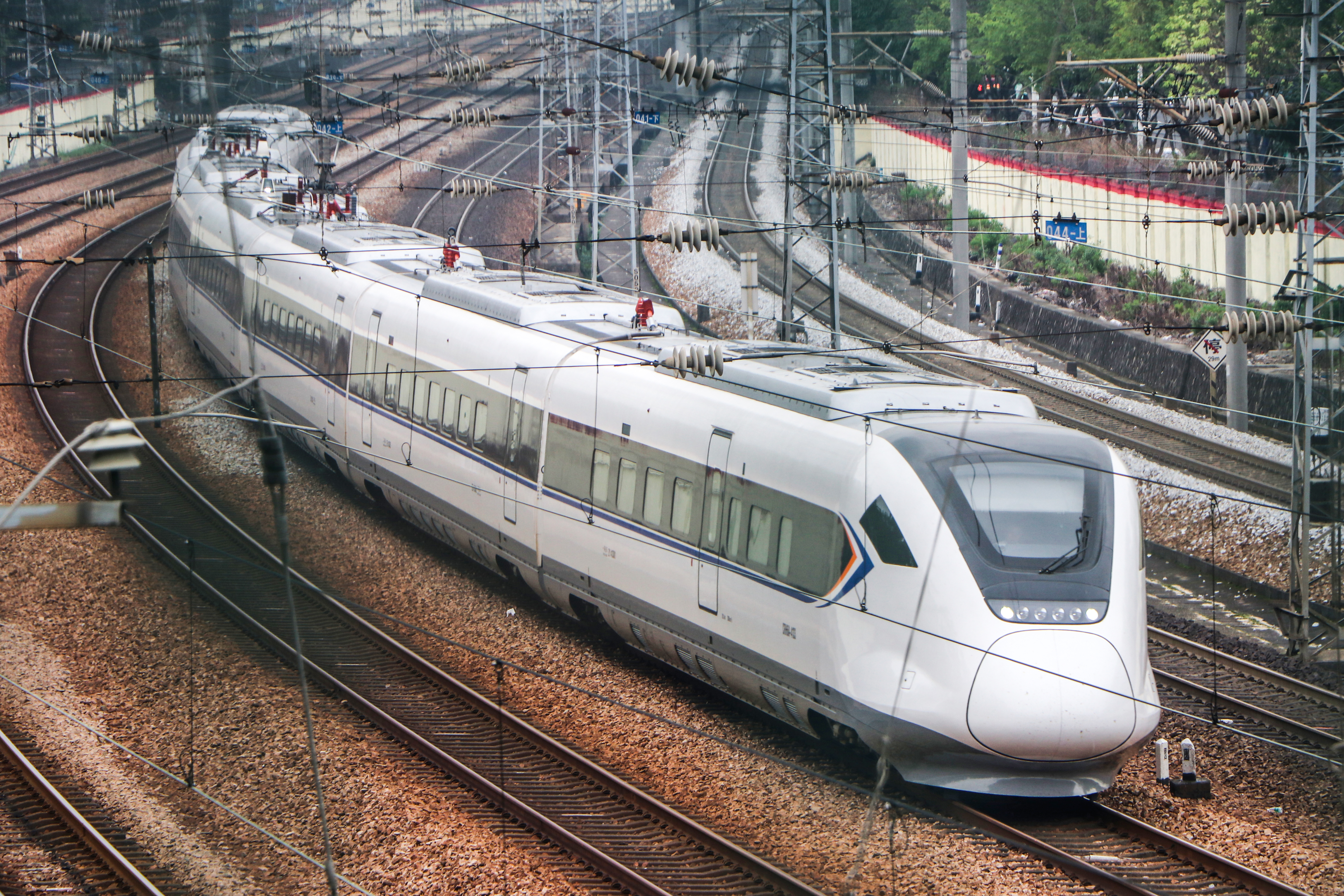
为广深动车组列车定制的CRH6A列车运行在广州市区
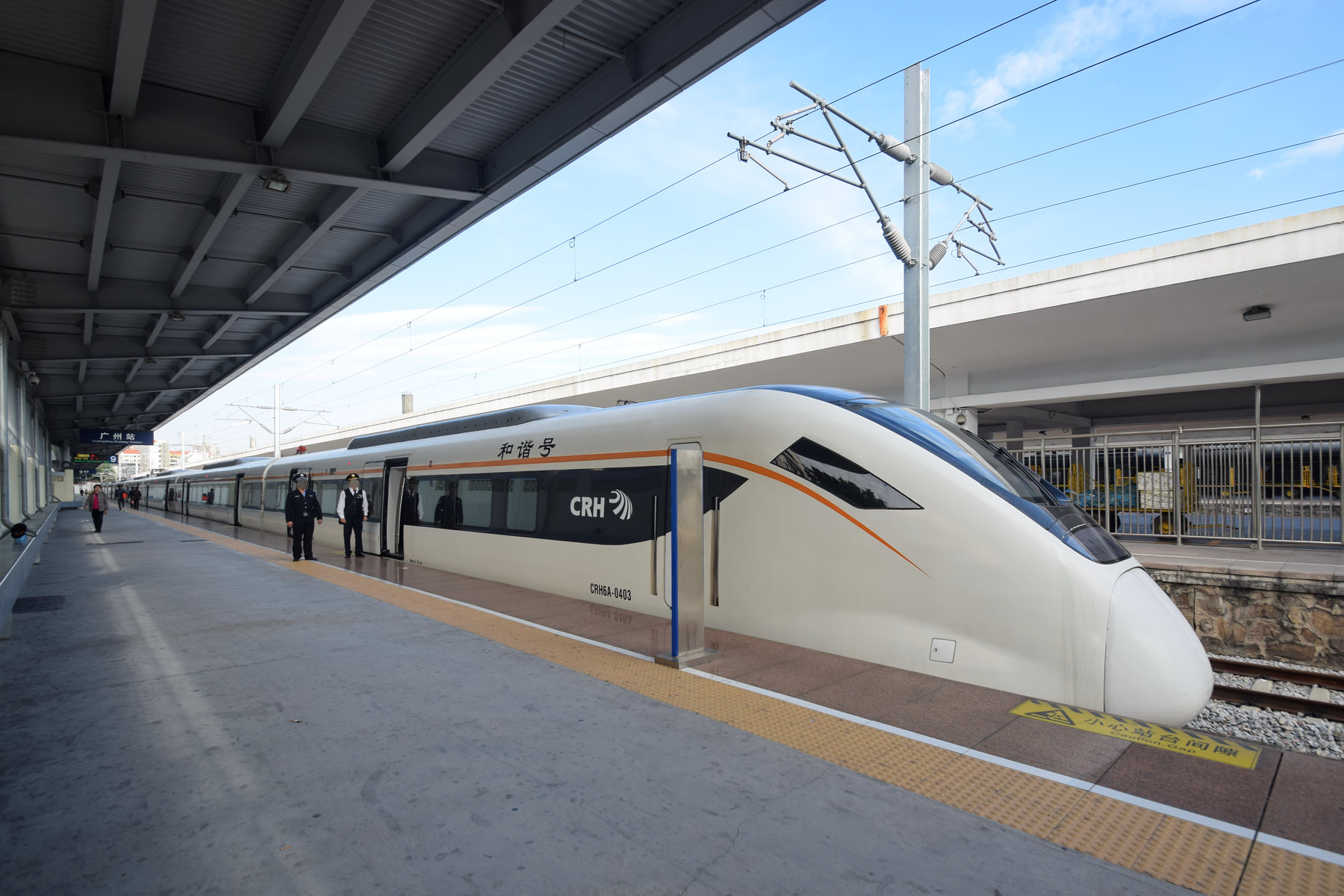
广佛肇城际铁路使用CRH6A在广州站9号站台准备发车
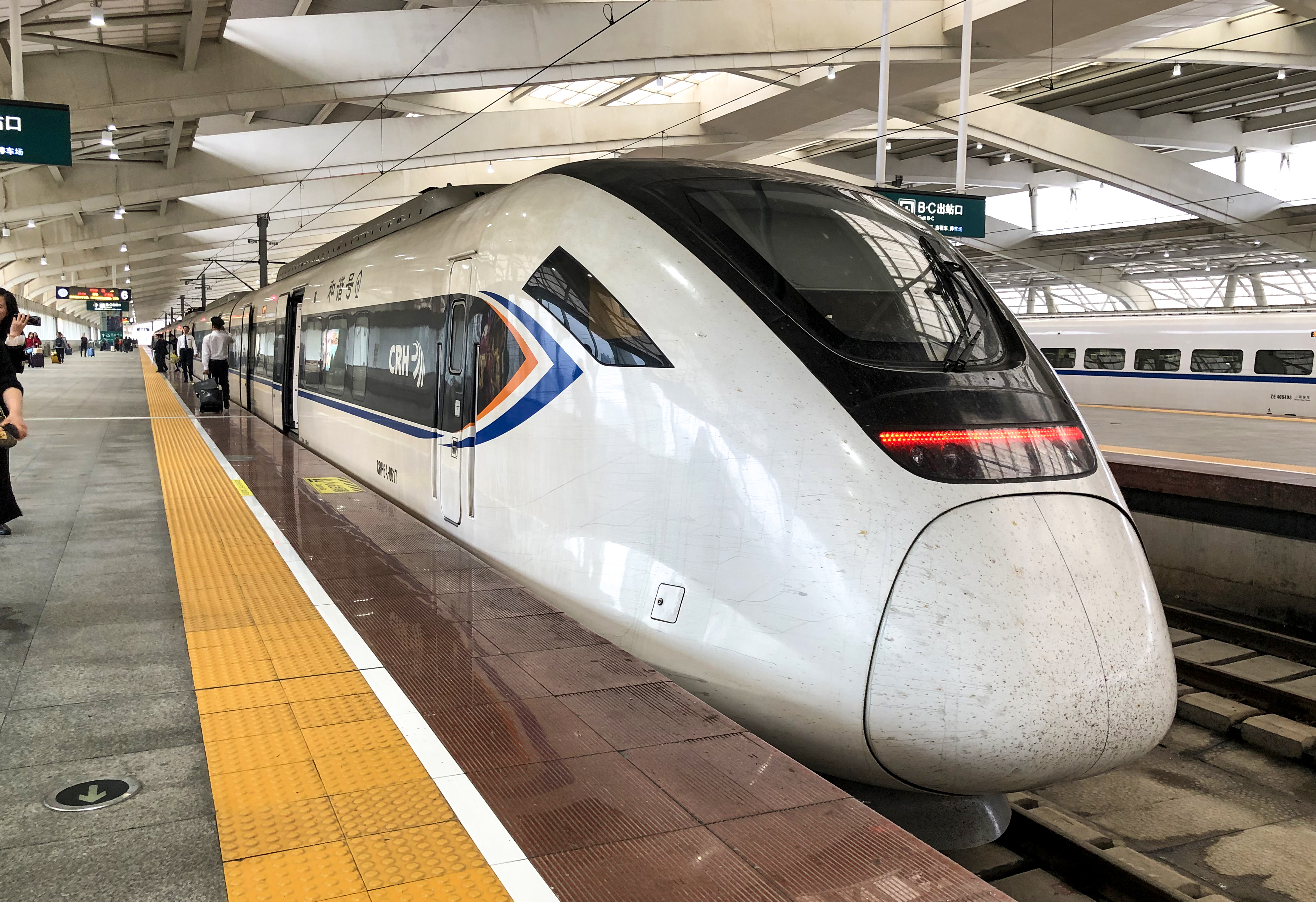
用于广珠动车组列车的CRH6A终到珠海站
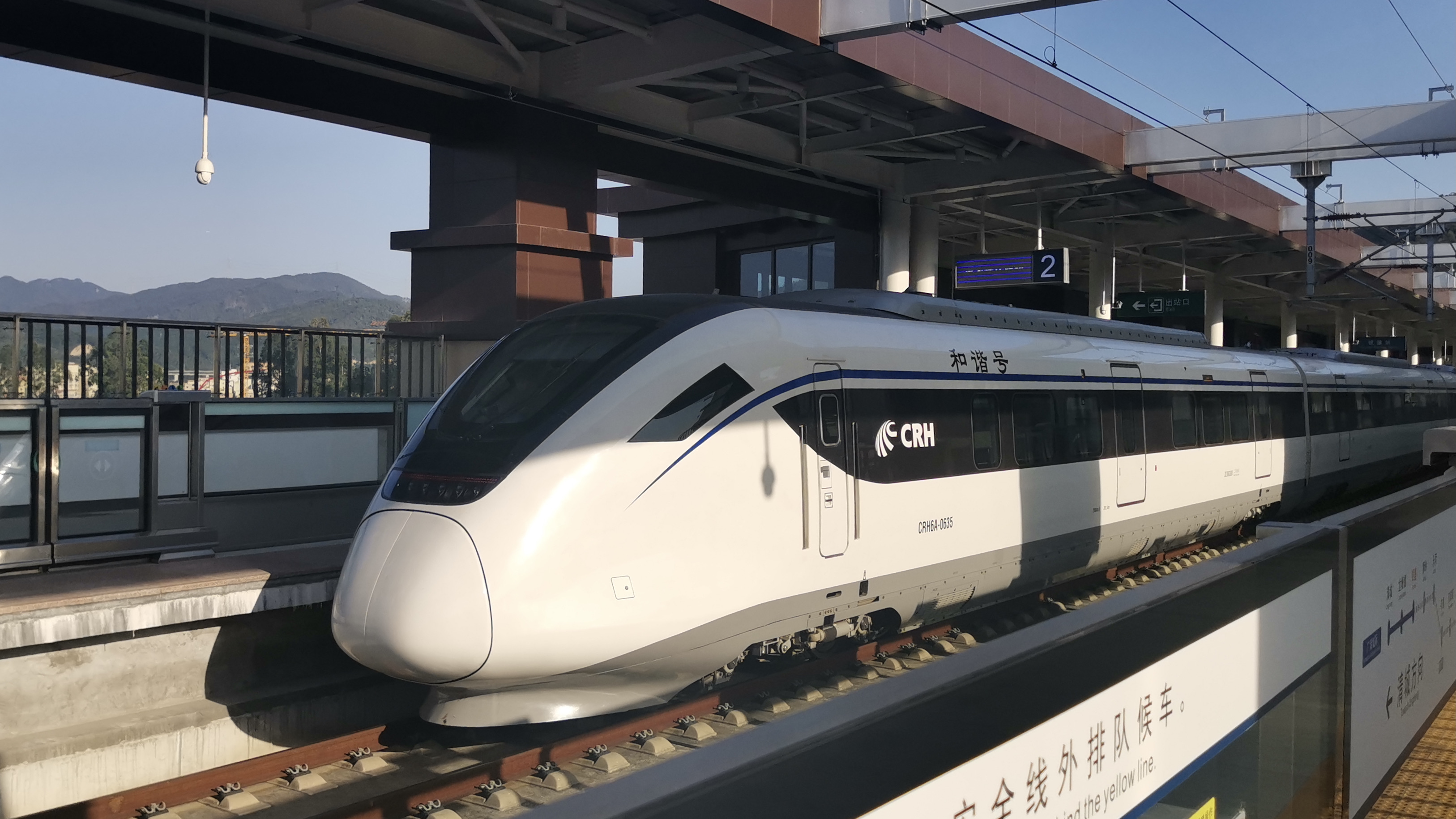
广清城际铁路的使用CRH6A停靠在银盏站
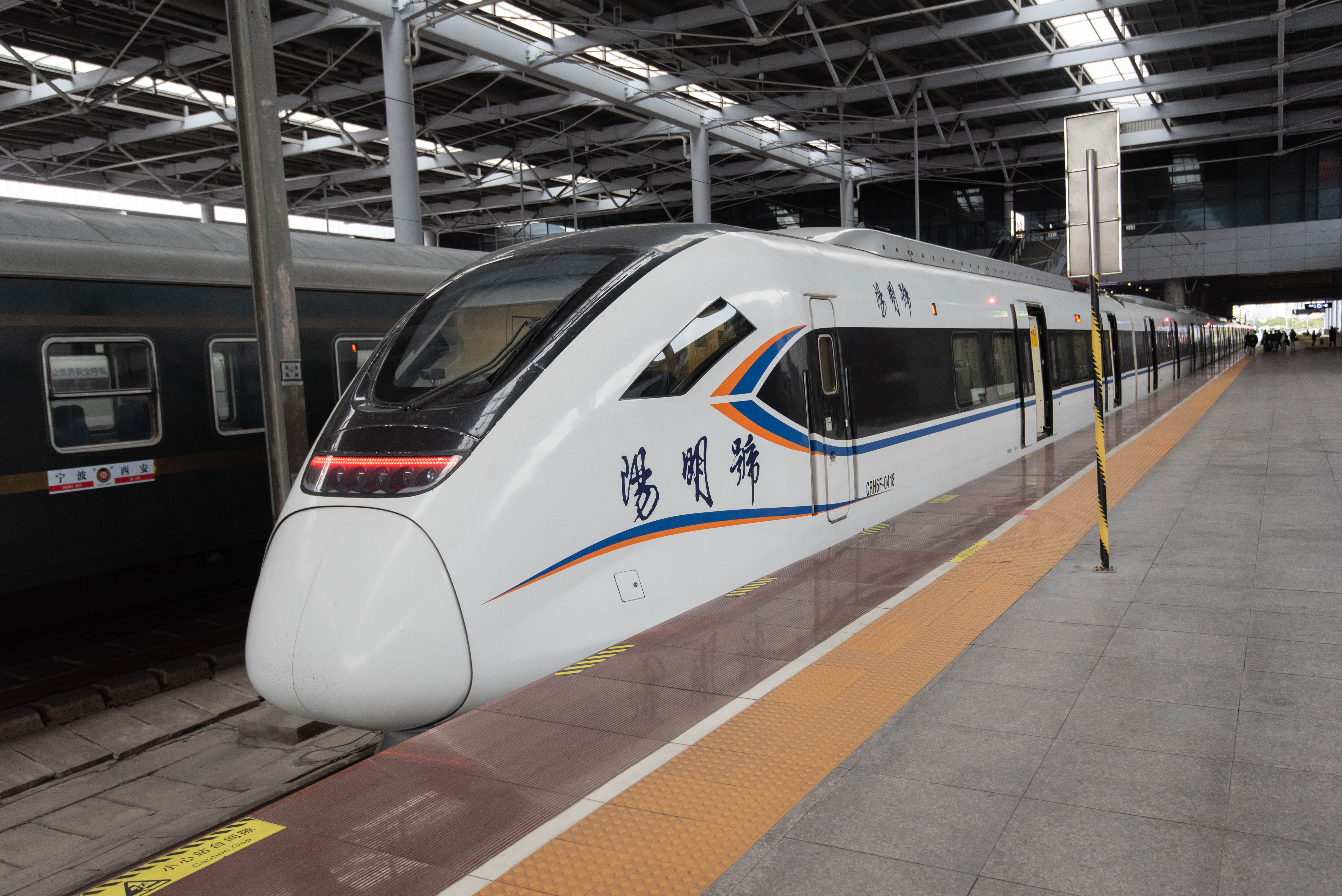
宁波至余姚城际铁路使用的CRH6F停靠在宁波站
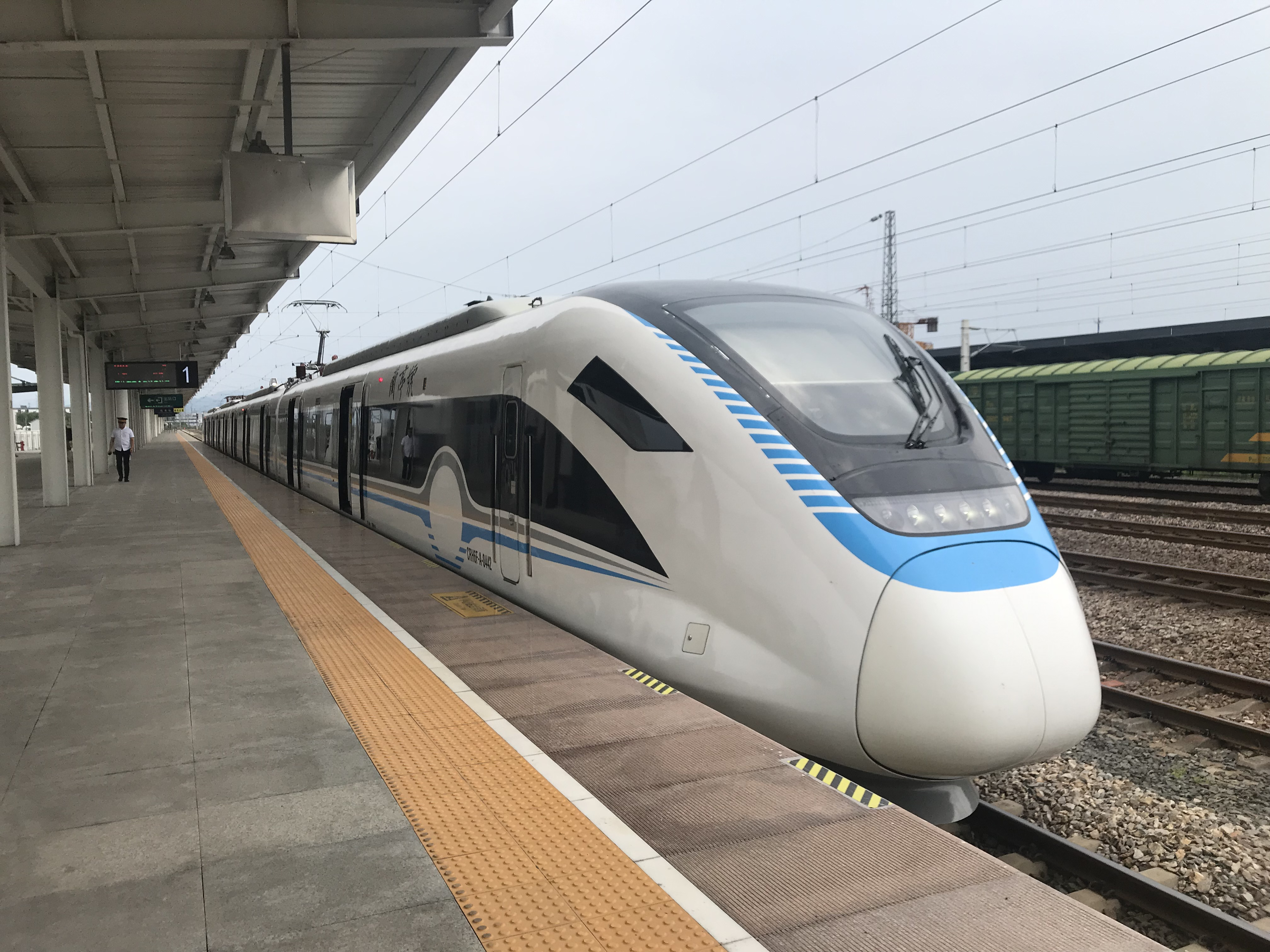
绍兴风情旅游新干线使用的CRH6F-A型动车组
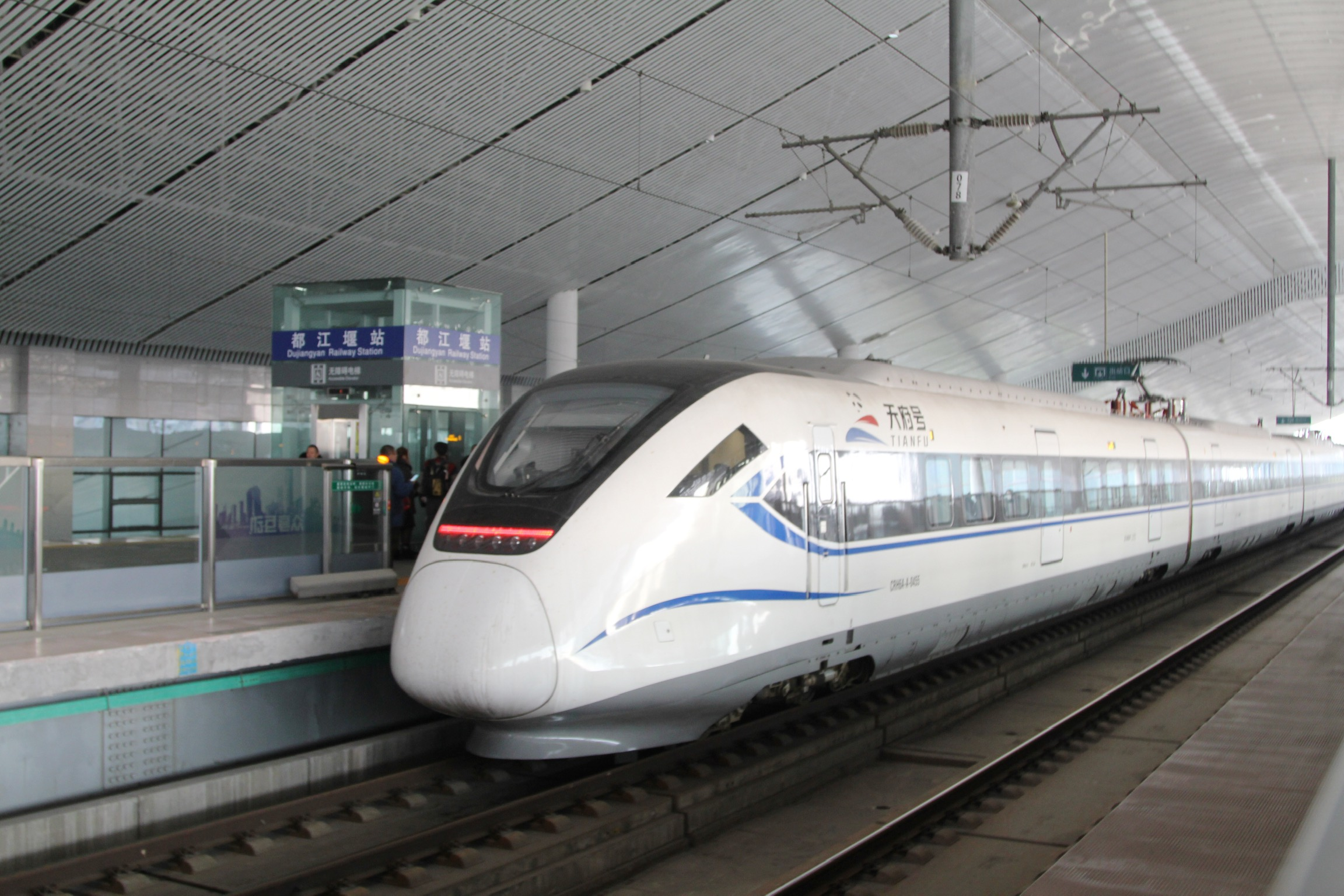
成灌铁路使用CRH6A-A停靠在都江堰站
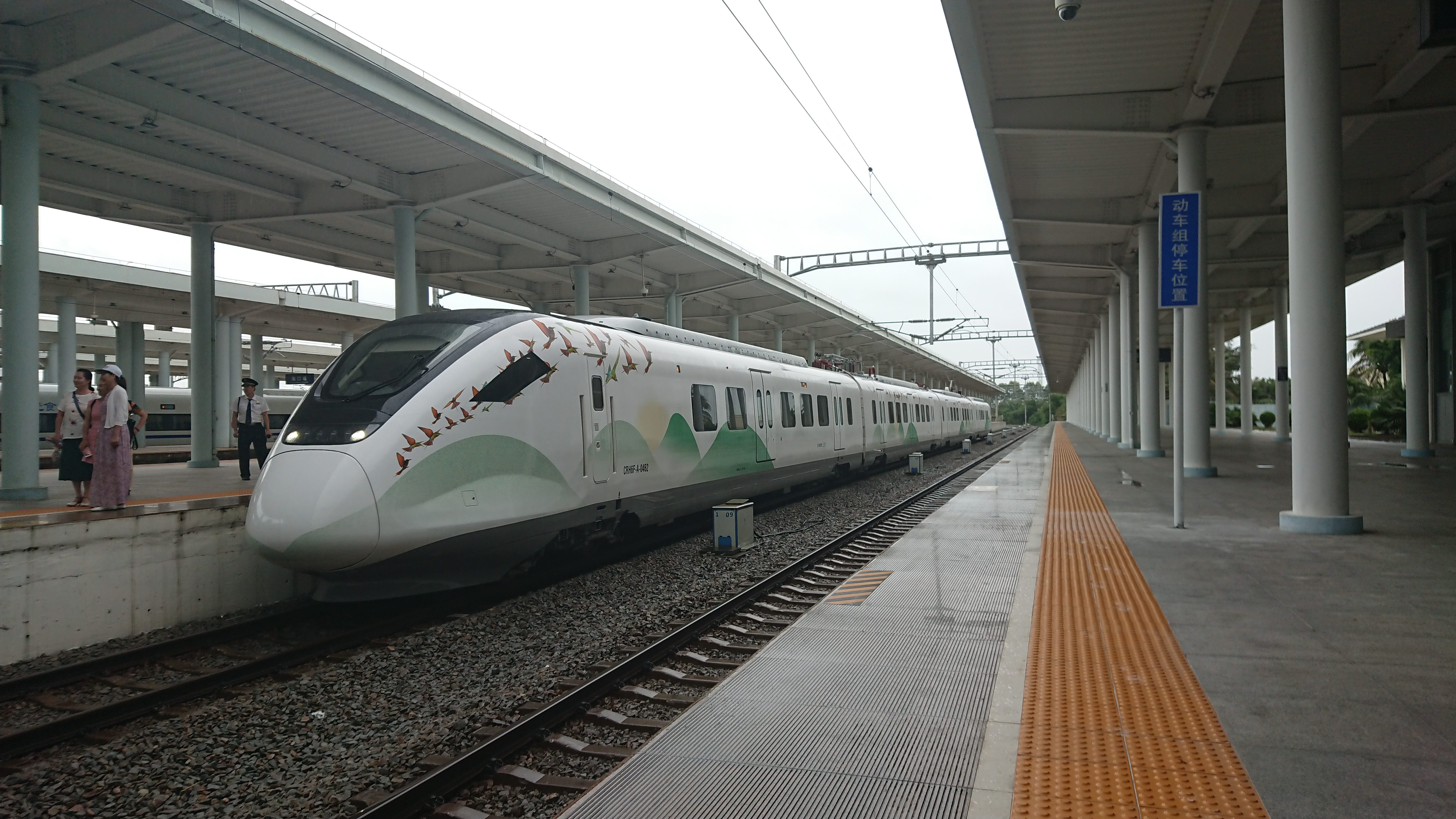
海口市郊铁路使用的CRH6F-A停靠在海口站
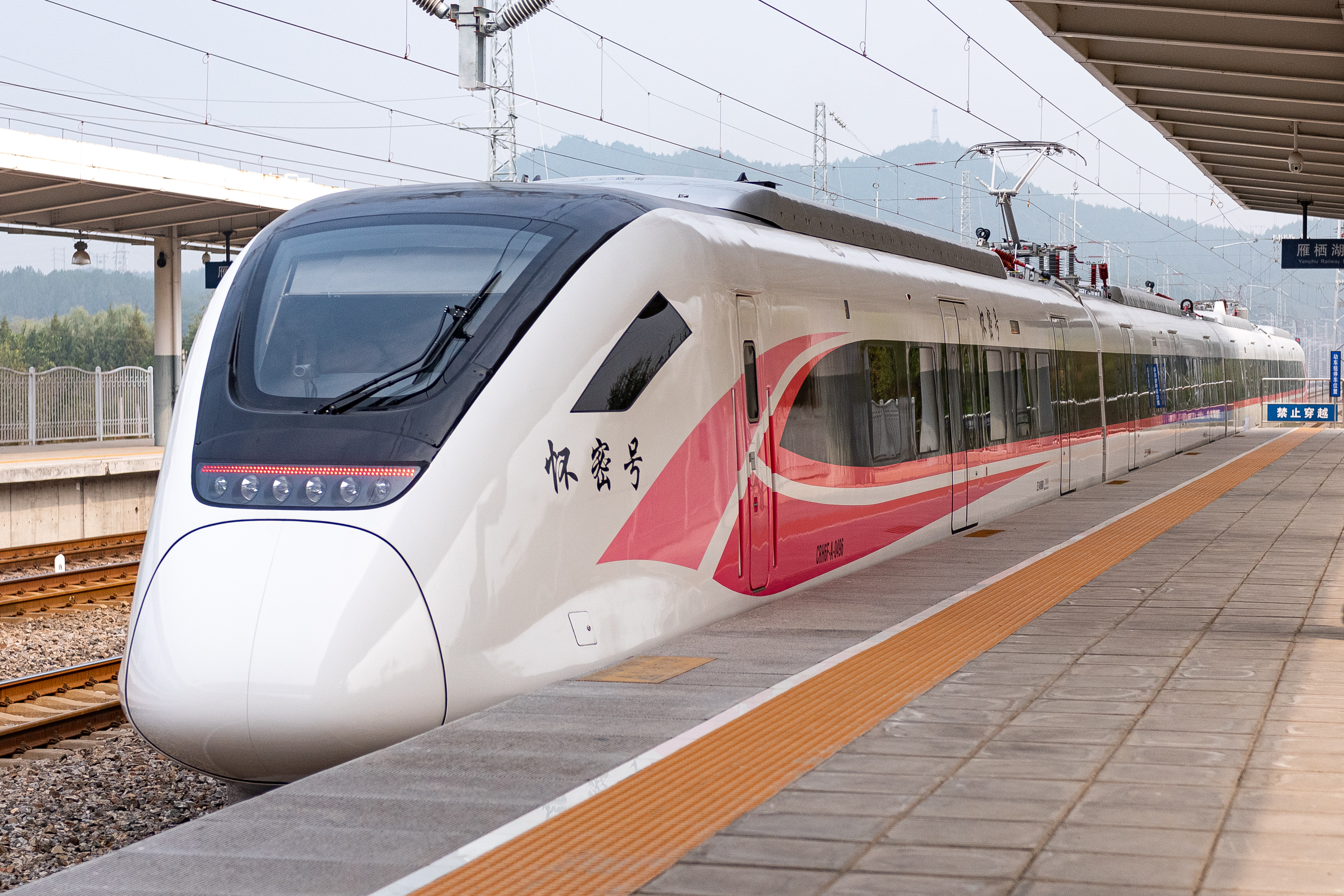
用于北京市郊铁路怀柔－密云线的CRH6F-A驶出雁栖湖站
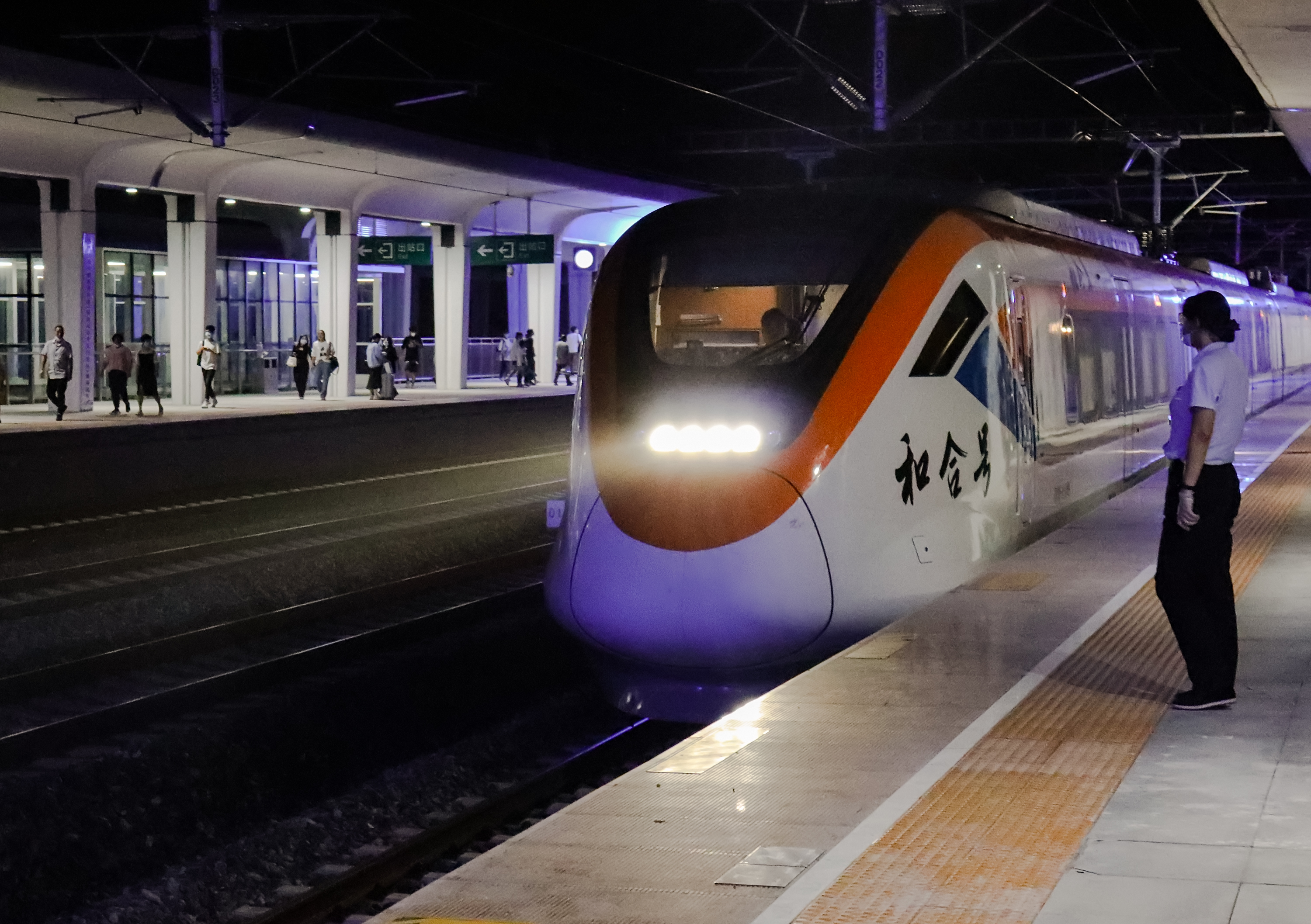
台州市郊铁路使用的CRH6F-A驶入临海南站

## 车辆配属概况
截至2023年4月，总共已有168组CRH6系列动车组列车出厂，编号分别0211～0218、0401～0443、0445～0499、0601～0643、0649～0651、0664、0665、4132～4137、4502～4509。
| 配属                        | 数量         | 动车组编号                                                 | 运用所           | 运用线路                                      | 备注 |
| --------------------------- | ------------ | ---------------------------------------------------------- | ---------------- | --------------------------------------------- | --- |
| CRH6A（200km/h，8辆编组）   |              |                                                            |                  |                                               | |
| 广州局集团                  | 25           | 0414～0417、0611～0622、0640～0643、0648、4506～4509       | 广州南（广珠所） | 广珠城际铁路、深湛铁路                        | 0414～0417、0611～0622车身侧的藍色色帶在车窗下方 4506～4509为广东深茂铁路有限责任公司所属，其余为广东广珠城际轨道交通有限责任公司所属，委托广州局集团营运。 4506～4509车身为蓝色色带，为按照时速250公里干线动车组列车而定制的高配版，設有一等座。  |
| 广州局集团                  | 17           | 0624～0630、4132～4137、4502～4505                         | 广州东           | 广深铁路、穗深城际铁路                        | 4502～4505、4132～4137车身为蓝色色带，为按照时速250公里干线动车组列车而定制的高配版，設有一等座。 4132～4137为广深铁路股份有限公司所属，4502～4505为广东深茂铁路有限责任公司所属，其余为广东广珠城际轨道交通有限责任公司所属，委托广州局集团营运。 |
| 广东城际                    | 12           | 0401、0403、0407、0408、0478、0601～0604、0633、0634、0649 | 佛山西（城际所） | 广肇城际铁路、广惠城际铁路                    | 广东珠三角城际轨道交通有限公司所属，委托广东城际营运。 0401原車號4001、0403原車號4505、0407原車號4509、0408原車號4510、0478原車號4002、0649原車號4502 0478、0649为三开门版本                                                                       |
| 广东城际                    | 15           | 0402、0404～0406、0605～0610、0631、0632、0636～0638       | 惠州北           | 广肇城际铁路、广惠城际铁路                    | 车身为橙色色带。 广东珠三角城际轨道交通有限公司所属，委托广东城际营运。 0402原車號4501、0404原車號4506、0405原車號4507、0406原車號4508 |
| 广东城际                    | 2            | 0635、0639                                                 | 龍塘             | 廣清城際軌道交通、廣州東環城際                | 广东珠三角城际轨道交通有限公司所属，委托广东城际营运 |
| 上海局集团                  | 2            | 0420、0421                                                 | 上海南           | 金山线                                        | 三开门版本，车身为蓝色色带 |
| 北京市郊鐵路                | 5            | 0436～0439、0623                                           | 北京西           | 北京城市副中心线                              | 三开门版本，车身为蓝色色带，列车命名为「京通号」 |
| 郑州局集团                  | 8            | 0422～0429                                                 | 郑州東           | 郑焦城际铁路、郑开城际铁路、郑机城际铁路      | 车身为橙色色带 |
| 成都市域鐵路                | 3            | 0216～0218                                                 | 成都东           | 成灌铁路、成雅鐵路                            | 部分列车命名为「天府号」 |
| CRH6F（160km/h，8辆编组）   |              |                                                            |                  |                                               | |
| 广东城际                    | 4            | 0001、0479、0650、0651                                     | 佛山西（城际所） | 广肇城际铁路                                  | 广东珠三角城际轨道交通有限公司所属，委托广东城际营运 0001原車號4504 0479原車號4003， 0650原車號4503， 0651原車號4511，為三開門版本；0001涂装为车窗上方橙色带，0479、0650、0651涂装为车窗上方蓝色带                                                 |
| 广州局集团                  | 9            | 0409、0410、0412、0413、0431～0435                         | 长沙城际         | 长株潭城际铁路、石长铁路、張吉懷高速鐵路      | 车身为蓝色涂装 |
| 广州局集团                  | 2            | 0411、0430                                                 | 海口城際         | 海口市郊铁路（海南东环铁路海口至美蘭段）      | 车身为蓝色涂装 |
| 上海局集团                  | 2            | 0418、0419                                                 | 杭州艮山门       | 宁波至余姚城际铁路                            | 列车命名为「阳明号」 |
| 上海局集团                  | 4            | 0474～0477                                                 | 上海南           | 金山线                                        | |
|                             | 1            | 4512                                                       | 不適用           |                                               | 三开门版本，改造中。 |
| CRH6A-A（200km/h，4辆编组） |              |                                                            |                  |                                               | |
| 广州局集团                  | 8            | 0644～0647、0652～0655                                     | 广州南（广珠所） | 广珠城际铁路                                  | |
| 广州局集团                  | 6            | 0224～0229                                                 | 三亚             | 三亚至乐东公交化铁路                          | CINOVA2.0 |
| 武漢局集团                  | 4            | 0220～0223                                                 | 汉口             | 新城快线                                      | CINOVA2.0 |
| 广东城际                    | 1            | 0656                                                       | 佛山西（城际所） | 广肇城际铁路、广惠城际铁路                    | 广东珠三角城际轨道交通有限公司所属，委托广东城际营运 |
| 广东城际                    | 8            | 0657～0661、0664～0666                                     | 龍塘             | 廣清城際軌道交通、廣州東環城際 未来：广佛环线 | 珠三角城际首批2列四编组动车组。 广东珠三角城际轨道交通有限公司所属，委托广东城际营运 |
| 成都市域鐵路                | 25           | 0212～0215、0451～0460、0480～0490                         | 成都东           | 成灌铁路、成雅鐵路                            | 部分列车命名为「天府号」 0212原車號0210，0451原車號0002 |
| CRH6F-A（160km/h，4辆编组） |              |                                                            |                  |                                               | |
| 上海局集团                  | 4            | 0440～0443                                                 | 杭州艮山门       | 绍兴风情旅游新干线                            | 车身为蓝色、灰色色带 分别被命名为「鉴湖号、兰亭号、稽山号、阳明号」 受场地限制，部分车辆在余姚所维保 0443前车号0003 |
| 上海局集团                  | 3            | 0468～0470                                                 | 平山客整所       | 連雲港市域鐵路                                | |
| 广州局集团                  | 6            | 0445～0450                                                 | 长沙城际         | 长株潭城际铁路                                | 0447～0449曾在2023年5月至10月间于海口市郊铁路运营 |
| 广州局集团                  | 9            | 0461～0467、0497、0498                                     | 海口城際         | 海口市郊铁路（海南東環鐵路海口至美蘭段）      | 0461～0464分别被命名为「木棉花号、蜂虎鸟号、白鹈鹕号、水蕨菜号」 0465～0467分别被命名为「椰子樹号、三角梅号、水菜花号」在海口城际动车所启用之前，CRH6F-A也被用于开行少量海南环岛高速铁路车次，载客并回送此动车组回三亚动车所                       |
| 广东城际                    | 1            | 0668                                                       | 佛山西（城际所） | 广肇城际铁路、广惠城际铁路                    | 广东珠三角城际轨道交通有限公司所属，委托广东城际营运 |
| 广东城际                    | 2            | 0667、0669                                                 | 龍塘             | 廣清城際軌道交通、廣州東環城際 未来：广佛环线 | 广东珠三角城际轨道交通有限公司所属，委托广东城际营运 |
| 北京局集團                  | 3            | 0471～0473                                                 | 陽泉東           | 陽大鐵路                                      | |
| 北京市郊鐵路                | 6            | 0491～0496                                                 | 北京北           | 北京市郊铁路怀柔－密云线 北京市郊铁路东北环线 | 车身为粉色色带，列车命名为“怀密号” |
| 金温铁道公司                | 2            | 0211、0499                                                 | 台州西客整所     | 台州市郊铁路                                  | 两组列车分别披有“山海蓝”和“金秋黄”两种主色调涂装，冠名“和合号”，展现了台州“山海水城”的城市魅力，表达“金秋硕果”的美好寓意。同时，车身上下色带交汇融合，彰显当地“和合文化”                                                                           |
| 以下为衍生型市域动车组      |              |                                                            |                  |                                               | |
| Cinova-140（140km/h）       |              |                                                            |                  |                                               | |
| 溫州軌道交通                | 10           | S0101～S0110                                               | 桐嶺             | 溫州市域鐵路S1線                              | |
| Cinova-160（160km/h）       |              |                                                            |                  |                                               | |
| 北京地鐵                    | 12（遠期22） | JC 001～JC 008（远期增购 JC 010～JC 019）、JC 401～JC 404  | 磁各莊 新机场北  | 北京地鐵大興機場線                            | 列车命名为“白鯨号” JC 401～JC 404為4節編組列車 |

## 问题

### 空调问题
CRH6大致沿袭了CRH2A型动车组的牵引动力系统设计，故列车每次通过分相区的时候，为广播、照明和空调等系统供电的辅助电源装置都会停电一段时间，直到受电弓通过无电区以后才恢复。
但由于本车型主要运用于速度目标值较低、停站较为密集、分相区集中在车站附近的短途城际铁路中，故通过分相区的时间较长；同时本车型载客量大，在车厢满载乘客甚至超员时，空调系统的突然暂停会导致车厢迅速升温，以车门处最为严重。因此在本车型的实际运用中，分相区空调暂停对乘客体验的影响较为显著。

### 卫生间问题
CRH6仅在1、3、5、7号车厢设置卫生间，卫生间比其他系列的CRH动车组少一半，令不在这些车厢的乘客需要步行较长的距离前往卫生间。在高峰期，车厢的走道站满乘客，若是前往卫生间，需要穿越大量乘客才能到达卫生间，不仅不方便且有发生踩踏的风险。而且无障碍卫生间设于1号车厢，令在其他车厢的残疾人士更加难以前往。

### 多用途空间的问题
CRH6在车门靠两车厢接驳位的一侧设有3个折叠座椅，既可当临时座位使用，亦可作为轮椅人士的停泊位。在实际运营中，不少乘客会坐满这三个座位，令轮椅无法停泊，而CRH6的走道比其他CRH动车组的要狭窄一些，轮椅无处安放，令残疾人士甚为不便。

### 超载警报问题
CRH6采用了和中国铁路其余长途动车组相同的车轴设计和超载阈值警报系统。因而虽然其宣称适合大客流的市域、城际铁路，但在客流过大时会出现即使车内仍有空间，却因列车超员而无法行驶的情况。

## 参看
- 中国动车组列表
- 珠三角城际快速轨道交通
- 和谐号CRH1型电力动车组
- 和谐号CRH2型电力动车组
- 和谐号CRH3A型电力动车组
- 和谐号CJ1型电力动车组
- 和谐号CJ2型电力动车组
- 和谐号CJ3型电力动车组
- 和谐号CJ5型电力动车组
- 和谐号CJ6型电力动车组